# Lista de asteroides (41001-42000)
Esta é uma lista parcial de asteroides, do asteroide número 41001 até o 42000, inclusive. Veja também o índice com todas as listas disponíveis.

| Objeto Próximos à Terra | Cinturão de asteroides (interno) | Cinturão de asteroides (externo) | Centauro       |
| Cruzador de Marte       | Cinturão de asteroides (meio)    | Troianos de Júpiter              | Transnetuniano |

Veja mais dados de cada asteroide na ligação externa para o Minor Planet Center na última coluna.
Índice: 41001... 41101... 41201... 41301... 41401... 41501... 41601... 41701... 41801... 41901... 

## 41001–41100
| Designação        | Designação | Descoberta  | Descoberta          | Descobridor(es)         | Categoria | Mais informações / Referência |
| Permanente        | Provisória | Data        | Local               | Descobridor(es)         | Categoria | Mais informações / Referência |
| ----------------- | ---------- | ----------- | ------------------- | ----------------------- | --------- | ----------------------------- |
| 41001             | 1999 UG9   | 29 out 1999 | Catalina            | CSS                     | —         | MPC                           |
| 41002             | 1999 UW12  | 29 out 1999 | Catalina            | CSS                     | —         | MPC                           |
| 41003             | 1999 UZ12  | 29 out 1999 | Catalina            | CSS                     | —         | MPC                           |
| 41004             | 1999 UA13  | 29 out 1999 | Catalina            | CSS                     | —         | MPC                           |
| 41005             | 1999 UJ13  | 29 out 1999 | Catalina            | CSS                     | —         | MPC                           |
| 41006             | 1999 UM13  | 29 out 1999 | Catalina            | CSS                     | —         | MPC                           |
| 41007             | 1999 UN14  | 29 out 1999 | Catalina            | CSS                     | —         | MPC                           |
| 41008             | 1999 UR14  | 29 out 1999 | Catalina            | CSS                     | —         | MPC                           |
| 41009             | 1999 UG15  | 29 out 1999 | Catalina            | CSS                     | —         | MPC                           |
| 41010             | 1999 UN15  | 29 out 1999 | Catalina            | CSS                     | —         | MPC                           |
| 41011             | 1999 UB16  | 29 out 1999 | Catalina            | CSS                     | —         | MPC                           |
| 41012             | 1999 UD17  | 30 out 1999 | Catalina            | CSS                     | Ursula    | MPC                           |
| 41013             | 1999 UH22  | 31 out 1999 | Kitt Peak           | Spacewatch              | —         | MPC                           |
| 41014             | 1999 UP23  | 28 out 1999 | Catalina            | CSS                     | —         | MPC                           |
| 41015             | 1999 UB24  | 28 out 1999 | Catalina            | CSS                     | —         | MPC                           |
| 41016             | 1999 UR24  | 28 out 1999 | Catalina            | CSS                     | Brangane  | MPC                           |
| 41017             | 1999 UJ26  | 30 out 1999 | Catalina            | CSS                     | —         | MPC                           |
| 41018             | 1999 UB27  | 31 out 1999 | Catalina            | CSS                     | —         | MPC                           |
| 41019             | 1999 UV29  | 31 out 1999 | Kitt Peak           | Spacewatch              | —         | MPC                           |
| 41020             | 1999 UO30  | 31 out 1999 | Kitt Peak           | Spacewatch              | —         | MPC                           |
| 41021             | 1999 UL32  | 31 out 1999 | Kitt Peak           | Spacewatch              | —         | MPC                           |
| 41022             | 1999 UZ36  | 16 out 1999 | Kitt Peak           | Spacewatch              | —         | MPC                           |
| 41023             | 1999 UT38  | 29 out 1999 | Anderson Mesa       | LONEOS                  | Ursula    | MPC                           |
| 41024             | 1999 UW38  | 29 out 1999 | Anderson Mesa       | LONEOS                  | —         | MPC                           |
| 41025             | 1999 UY38  | 29 out 1999 | Anderson Mesa       | LONEOS                  | —         | MPC                           |
| 41026             | 1999 UC40  | 16 out 1999 | Socorro             | LINEAR                  | —         | MPC                           |
| 41027             | 1999 UP44  | 30 out 1999 | Anderson Mesa       | LONEOS                  | —         | MPC                           |
| 41028             | 1999 UL45  | 31 out 1999 | Catalina            | CSS                     | —         | MPC                           |
| 41029             | 1999 UY45  | 31 out 1999 | Catalina            | CSS                     | Brangane  | MPC                           |
| 41030             | 1999 UQ46  | 31 out 1999 | Anderson Mesa       | LONEOS                  | —         | MPC                           |
| 41031             | 1999 UA47  | 29 out 1999 | Catalina            | CSS                     | Brangane  | MPC                           |
| 41032             | 1999 UC48  | 30 out 1999 | Catalina            | CSS                     | —         | MPC                           |
| 41033             | 1999 UW48  | 31 out 1999 | Catalina            | CSS                     | —         | MPC                           |
| 41034             | 1999 UJ49  | 31 out 1999 | Catalina            | CSS                     | —         | MPC                           |
| 41035             | 1999 UT50  | 30 out 1999 | Catalina            | CSS                     | —         | MPC                           |
| 41036             | 1999 UH51  | 31 out 1999 | Catalina            | CSS                     | —         | MPC                           |
| 41037             | 1999 US51  | 31 out 1999 | Kitt Peak           | Spacewatch              | —         | MPC                           |
| 41038             | 1999 UX52  | 31 out 1999 | Catalina            | CSS                     | Brangane  | MPC                           |
| 41039             | 1999 UX56  | 29 out 1999 | Catalina            | CSS                     | —         | MPC                           |
| 41040             | 1999 VR    | 2 nov 1999  | Oohira              | T. Urata                | —         | MPC                           |
| 41041             | 1999 VV1   | 4 nov 1999  | Gekko               | T. Kagawa               | —         | MPC                           |
| 41042             | 1999 VB2   | 3 nov 1999  | Dynic               | A. Sugie                | —         | MPC                           |
| 41043             | 1999 VW4   | 5 nov 1999  | Višnjan Observatory | K. Korlević             | —         | MPC                           |
| 41044             | 1999 VW6   | 8 nov 1999  | Fountain Hills      | C. W. Juels             | —         | MPC                           |
| 41045             | 1999 VX6   | 8 nov 1999  | Fountain Hills      | C. W. Juels             | —         | MPC                           |
| 41046             | 1999 VZ6   | 8 nov 1999  | Fountain Hills      | C. W. Juels             | —         | MPC                           |
| 41047             | 1999 VP7   | 7 nov 1999  | Višnjan Observatory | K. Korlević             | —         | MPC                           |
| 41048             | 1999 VQ7   | 7 nov 1999  | Višnjan Observatory | K. Korlević             | —         | MPC                           |
| 41049 Van Citters | 1999 VC9   | 9 nov 1999  | Fountain Hills      | C. W. Juels             | —         | MPC                           |
| 41050             | 1999 VF9   | 8 nov 1999  | Višnjan Observatory | K. Korlević             | —         | MPC                           |
| 41051             | 1999 VR10  | 9 nov 1999  | Oizumi              | T. Kobayashi            | Brangane  | MPC                           |
| 41052             | 1999 VJ16  | 2 nov 1999  | Kitt Peak           | Spacewatch              | —         | MPC                           |
| 41053             | 1999 VH18  | 2 nov 1999  | Kitt Peak           | Spacewatch              | —         | MPC                           |
| 41054             | 1999 VL18  | 2 nov 1999  | Kitt Peak           | Spacewatch              | —         | MPC                           |
| 41055             | 1999 VD20  | 10 nov 1999 | Višnjan Observatory | K. Korlević             | —         | MPC                           |
| 41056             | 1999 VX20  | 9 nov 1999  | Monte Agliale       | M. Ziboli               | —         | MPC                           |
| 41057             | 1999 VU22  | 12 nov 1999 | Farpoint            | G. Hug, G. Bell         | —         | MPC                           |
| 41058             | 1999 VC24  | 8 nov 1999  | Majorca             | R. Pacheco, Á. López J. | Ursula    | MPC                           |
| 41059             | 1999 VC26  | 3 nov 1999  | Socorro             | LINEAR                  | —         | MPC                           |
| 41060             | 1999 VB28  | 3 nov 1999  | Socorro             | LINEAR                  | —         | MPC                           |
| 41061             | 1999 VD28  | 3 nov 1999  | Socorro             | LINEAR                  | —         | MPC                           |
| 41062             | 1999 VC29  | 3 nov 1999  | Socorro             | LINEAR                  | —         | MPC                           |
| 41063             | 1999 VE29  | 3 nov 1999  | Socorro             | LINEAR                  | —         | MPC                           |
| 41064             | 1999 VK29  | 3 nov 1999  | Socorro             | LINEAR                  | —         | MPC                           |
| 41065             | 1999 VR29  | 3 nov 1999  | Socorro             | LINEAR                  | —         | MPC                           |
| 41066             | 1999 VO31  | 3 nov 1999  | Socorro             | LINEAR                  | —         | MPC                           |
| 41067             | 1999 VG32  | 3 nov 1999  | Socorro             | LINEAR                  | —         | MPC                           |
| 41068             | 1999 VO32  | 3 nov 1999  | Socorro             | LINEAR                  | —         | MPC                           |
| 41069             | 1999 VJ33  | 3 nov 1999  | Socorro             | LINEAR                  | —         | MPC                           |
| 41070             | 1999 VS34  | 3 nov 1999  | Socorro             | LINEAR                  | —         | MPC                           |
| 41071             | 1999 VY36  | 3 nov 1999  | Socorro             | LINEAR                  | —         | MPC                           |
| 41072             | 1999 VX38  | 10 nov 1999 | Socorro             | LINEAR                  | —         | MPC                           |
| 41073             | 1999 VG39  | 10 nov 1999 | Socorro             | LINEAR                  | —         | MPC                           |
| 41074             | 1999 VL40  | 13 nov 1999 | Anderson Mesa       | LONEOS                  | —         | MPC                           |
| 41075             | 1999 VG43  | 1 nov 1999  | Catalina            | CSS                     | —         | MPC                           |
| 41076             | 1999 VH43  | 1 nov 1999  | Catalina            | CSS                     | —         | MPC                           |
| 41077             | 1999 VT43  | 1 nov 1999  | Catalina            | CSS                     | —         | MPC                           |
| 41078             | 1999 VB44  | 3 nov 1999  | Catalina            | CSS                     | —         | MPC                           |
| 41079             | 1999 VP45  | 4 nov 1999  | Catalina            | CSS                     | —         | MPC                           |
| 41080             | 1999 VX45  | 4 nov 1999  | Catalina            | CSS                     | —         | MPC                           |
| 41081             | 1999 VW47  | 3 nov 1999  | Socorro             | LINEAR                  | Brangane  | MPC                           |
| 41082             | 1999 VQ48  | 3 nov 1999  | Socorro             | LINEAR                  | —         | MPC                           |
| 41083             | 1999 VO50  | 3 nov 1999  | Socorro             | LINEAR                  | —         | MPC                           |
| 41084             | 1999 VC52  | 3 nov 1999  | Socorro             | LINEAR                  | —         | MPC                           |
| 41085             | 1999 VL55  | 4 nov 1999  | Socorro             | LINEAR                  | —         | MPC                           |
| 41086             | 1999 VU55  | 4 nov 1999  | Socorro             | LINEAR                  | —         | MPC                           |
| 41087             | 1999 VS56  | 4 nov 1999  | Socorro             | LINEAR                  | —         | MPC                           |
| 41088             | 1999 VO57  | 4 nov 1999  | Socorro             | LINEAR                  | —         | MPC                           |
| 41089             | 1999 VM58  | 4 nov 1999  | Socorro             | LINEAR                  | —         | MPC                           |
| 41090             | 1999 VS59  | 4 nov 1999  | Socorro             | LINEAR                  | —         | MPC                           |
| 41091             | 1999 VY59  | 4 nov 1999  | Socorro             | LINEAR                  | —         | MPC                           |
| 41092             | 1999 VD60  | 4 nov 1999  | Socorro             | LINEAR                  | Ursula    | MPC                           |
| 41093             | 1999 VR60  | 4 nov 1999  | Socorro             | LINEAR                  | —         | MPC                           |
| 41094             | 1999 VH61  | 4 nov 1999  | Socorro             | LINEAR                  | —         | MPC                           |
| 41095             | 1999 VK61  | 4 nov 1999  | Socorro             | LINEAR                  | Brangane  | MPC                           |
| 41096             | 1999 VN61  | 4 nov 1999  | Socorro             | LINEAR                  | —         | MPC                           |
| 41097             | 1999 VO61  | 4 nov 1999  | Socorro             | LINEAR                  | Brangane  | MPC                           |
| 41098             | 1999 VG63  | 4 nov 1999  | Socorro             | LINEAR                  | —         | MPC                           |
| 41099             | 1999 VL64  | 4 nov 1999  | Socorro             | LINEAR                  | Themis    | MPC                           |
| 41100             | 1999 VW64  | 4 nov 1999  | Socorro             | LINEAR                  | —         | MPC                           |

## 41101–41200
| Designação         | Designação | Descoberta  | Descoberta          | Descobridor(es)          | Categoria | Mais informações / Referência |
| Permanente         | Provisória | Data        | Local               | Descobridor(es)          | Categoria | Mais informações / Referência |
| ------------------ | ---------- | ----------- | ------------------- | ------------------------ | --------- | ----------------------------- |
| 41101              | 1999 VE65  | 4 nov 1999  | Socorro             | LINEAR                   | —         | MPC                           |
| 41102              | 1999 VX66  | 4 nov 1999  | Socorro             | LINEAR                   | —         | MPC                           |
| 41103              | 1999 VE67  | 4 nov 1999  | Socorro             | LINEAR                   | —         | MPC                           |
| 41104              | 1999 VG67  | 4 nov 1999  | Socorro             | LINEAR                   | —         | MPC                           |
| 41105              | 1999 VR67  | 4 nov 1999  | Socorro             | LINEAR                   | —         | MPC                           |
| 41106              | 1999 VL69  | 4 nov 1999  | Socorro             | LINEAR                   | —         | MPC                           |
| 41107 Ropakov      | 1999 VX72  | 1 nov 1999  | Uccle               | E. W. Elst, S. I. Ipatov | —         | MPC                           |
| 41108              | 1999 VT73  | 1 nov 1999  | Kitt Peak           | Spacewatch               | —         | MPC                           |
| 41109              | 1999 VC75  | 5 nov 1999  | Kitt Peak           | Spacewatch               | —         | MPC                           |
| 41110              | 1999 VB78  | 4 nov 1999  | Socorro             | LINEAR                   | —         | MPC                           |
| 41111              | 1999 VF80  | 4 nov 1999  | Socorro             | LINEAR                   | Phocaea   | MPC                           |
| 41112              | 1999 VP82  | 5 nov 1999  | Socorro             | LINEAR                   | Brangane  | MPC                           |
| 41113              | 1999 VQ83  | 2 nov 1999  | Kitt Peak           | Spacewatch               | —         | MPC                           |
| 41114              | 1999 VC84  | 3 nov 1999  | Kitt Peak           | Spacewatch               | —         | MPC                           |
| 41115              | 1999 VQ85  | 5 nov 1999  | Catalina            | CSS                      | —         | MPC                           |
| 41116              | 1999 VT85  | 4 nov 1999  | Socorro             | LINEAR                   | —         | MPC                           |
| 41117              | 1999 VM87  | 4 nov 1999  | Socorro             | LINEAR                   | —         | MPC                           |
| 41118              | 1999 VT87  | 5 nov 1999  | Socorro             | LINEAR                   | —         | MPC                           |
| 41119              | 1999 VV87  | 7 nov 1999  | Socorro             | LINEAR                   | —         | MPC                           |
| 41120              | 1999 VX87  | 7 nov 1999  | Socorro             | LINEAR                   | —         | MPC                           |
| 41121              | 1999 VP89  | 5 nov 1999  | Socorro             | LINEAR                   | —         | MPC                           |
| 41122              | 1999 VD90  | 5 nov 1999  | Socorro             | LINEAR                   | —         | MPC                           |
| 41123              | 1999 VX90  | 5 nov 1999  | Socorro             | LINEAR                   | —         | MPC                           |
| 41124              | 1999 VG91  | 5 nov 1999  | Socorro             | LINEAR                   | —         | MPC                           |
| 41125              | 1999 VD92  | 9 nov 1999  | Socorro             | LINEAR                   | Brangane  | MPC                           |
| 41126              | 1999 VQ92  | 9 nov 1999  | Socorro             | LINEAR                   | —         | MPC                           |
| 41127              | 1999 VZ92  | 9 nov 1999  | Socorro             | LINEAR                   | —         | MPC                           |
| 41128              | 1999 VA93  | 9 nov 1999  | Socorro             | LINEAR                   | —         | MPC                           |
| 41129              | 1999 VD94  | 9 nov 1999  | Socorro             | LINEAR                   | —         | MPC                           |
| 41130              | 1999 VC96  | 9 nov 1999  | Socorro             | LINEAR                   | —         | MPC                           |
| 41131              | 1999 VA98  | 9 nov 1999  | Socorro             | LINEAR                   | —         | MPC                           |
| 41132              | 1999 VC98  | 9 nov 1999  | Socorro             | LINEAR                   | —         | MPC                           |
| 41133              | 1999 VF98  | 9 nov 1999  | Socorro             | LINEAR                   | —         | MPC                           |
| 41134              | 1999 VP100 | 9 nov 1999  | Socorro             | LINEAR                   | —         | MPC                           |
| 41135              | 1999 VP103 | 9 nov 1999  | Socorro             | LINEAR                   | —         | MPC                           |
| 41136              | 1999 VL104 | 9 nov 1999  | Socorro             | LINEAR                   | —         | MPC                           |
| 41137              | 1999 VE114 | 9 nov 1999  | Catalina            | CSS                      | —         | MPC                           |
| 41138              | 1999 VZ114 | 9 nov 1999  | Catalina            | CSS                      | Brangane  | MPC                           |
| 41139              | 1999 VU119 | 3 nov 1999  | Kitt Peak           | Spacewatch               | —         | MPC                           |
| 41140              | 1999 VV122 | 5 nov 1999  | Kitt Peak           | Spacewatch               | Ursula    | MPC                           |
| 41141              | 1999 VB125 | 10 nov 1999 | Socorro             | LINEAR                   | —         | MPC                           |
| 41142              | 1999 VF125 | 6 nov 1999  | Kitt Peak           | Spacewatch               | —         | MPC                           |
| 41143              | 1999 VR129 | 11 nov 1999 | Kitt Peak           | Spacewatch               | —         | MPC                           |
| 41144              | 1999 VA131 | 9 nov 1999  | Kitt Peak           | Spacewatch               | Brangane  | MPC                           |
| 41145              | 1999 VW135 | 9 nov 1999  | Socorro             | LINEAR                   | —         | MPC                           |
| 41146              | 1999 VS136 | 12 nov 1999 | Socorro             | LINEAR                   | —         | MPC                           |
| 41147              | 1999 VK137 | 12 nov 1999 | Socorro             | LINEAR                   | —         | MPC                           |
| 41148              | 1999 VU143 | 11 nov 1999 | Catalina            | CSS                      | —         | MPC                           |
| 41149              | 1999 VQ144 | 11 nov 1999 | Catalina            | CSS                      | Ursula    | MPC                           |
| 41150              | 1999 VE146 | 12 nov 1999 | Socorro             | LINEAR                   | Themis    | MPC                           |
| 41151              | 1999 VH148 | 14 nov 1999 | Socorro             | LINEAR                   | Phocaea   | MPC                           |
| 41152              | 1999 VW148 | 14 nov 1999 | Socorro             | LINEAR                   | —         | MPC                           |
| 41153              | 1999 VB150 | 14 nov 1999 | Socorro             | LINEAR                   | —         | MPC                           |
| 41154              | 1999 VO151 | 14 nov 1999 | Socorro             | LINEAR                   | Ursula    | MPC                           |
| 41155              | 1999 VG157 | 14 nov 1999 | Socorro             | LINEAR                   | —         | MPC                           |
| 41156              | 1999 VV157 | 14 nov 1999 | Socorro             | LINEAR                   | —         | MPC                           |
| 41157              | 1999 VX159 | 14 nov 1999 | Socorro             | LINEAR                   | —         | MPC                           |
| 41158              | 1999 VG160 | 14 nov 1999 | Socorro             | LINEAR                   | —         | MPC                           |
| 41159              | 1999 VE161 | 14 nov 1999 | Socorro             | LINEAR                   | —         | MPC                           |
| 41160              | 1999 VP163 | 14 nov 1999 | Socorro             | LINEAR                   | —         | MPC                           |
| 41161              | 1999 VM165 | 14 nov 1999 | Socorro             | LINEAR                   | Brangane  | MPC                           |
| 41162              | 1999 VM168 | 14 nov 1999 | Socorro             | LINEAR                   | —         | MPC                           |
| 41163              | 1999 VX168 | 14 nov 1999 | Socorro             | LINEAR                   | —         | MPC                           |
| 41164              | 1999 VO169 | 14 nov 1999 | Socorro             | LINEAR                   | —         | MPC                           |
| 41165              | 1999 VW170 | 14 nov 1999 | Socorro             | LINEAR                   | Brangane  | MPC                           |
| 41166              | 1999 VJ172 | 14 nov 1999 | Socorro             | LINEAR                   | Ursula    | MPC                           |
| 41167              | 1999 VV172 | 14 nov 1999 | Socorro             | LINEAR                   | Brangane  | MPC                           |
| 41168              | 1999 VB174 | 3 nov 1999  | Anderson Mesa       | LONEOS                   | —         | MPC                           |
| 41169              | 1999 VL174 | 12 nov 1999 | Anderson Mesa       | LONEOS                   | —         | MPC                           |
| 41170              | 1999 VW175 | 1 nov 1999  | Catalina            | CSS                      | —         | MPC                           |
| 41171              | 1999 VJ176 | 4 nov 1999  | Socorro             | LINEAR                   | Phocaea   | MPC                           |
| 41172              | 1999 VT176 | 5 nov 1999  | Socorro             | LINEAR                   | —         | MPC                           |
| 41173              | 1999 VP180 | 6 nov 1999  | Socorro             | LINEAR                   | —         | MPC                           |
| 41174              | 1999 VH184 | 15 nov 1999 | Socorro             | LINEAR                   | —         | MPC                           |
| 41175              | 1999 VN185 | 15 nov 1999 | Socorro             | LINEAR                   | —         | MPC                           |
| 41176              | 1999 VP186 | 15 nov 1999 | Socorro             | LINEAR                   | Phocaea   | MPC                           |
| 41177              | 1999 VB187 | 15 nov 1999 | Socorro             | LINEAR                   | —         | MPC                           |
| 41178              | 1999 VY187 | 15 nov 1999 | Socorro             | LINEAR                   | —         | MPC                           |
| 41179              | 1999 VW192 | 1 nov 1999  | Anderson Mesa       | LONEOS                   | —         | MPC                           |
| 41180              | 1999 VQ193 | 2 nov 1999  | Kitt Peak           | Spacewatch               | —         | MPC                           |
| 41181              | 1999 VR194 | 1 nov 1999  | Catalina            | CSS                      | —         | MPC                           |
| 41182              | 1999 VL195 | 3 nov 1999  | Catalina            | CSS                      | Ursula    | MPC                           |
| 41183              | 1999 VP195 | 3 nov 1999  | Catalina            | CSS                      | —         | MPC                           |
| 41184              | 1999 VW199 | 4 nov 1999  | Anderson Mesa       | LONEOS                   | —         | MPC                           |
| 41185              | 1999 VJ200 | 5 nov 1999  | Catalina            | CSS                      | —         | MPC                           |
| 41186              | 1999 VT200 | 5 nov 1999  | Catalina            | CSS                      | —         | MPC                           |
| 41187              | 1999 VB201 | 6 nov 1999  | Catalina            | CSS                      | —         | MPC                           |
| 41188              | 1999 VC201 | 6 nov 1999  | Catalina            | CSS                      | —         | MPC                           |
| 41189              | 1999 VE201 | 6 nov 1999  | Catalina            | CSS                      | —         | MPC                           |
| 41190              | 1999 VJ203 | 8 nov 1999  | Anderson Mesa       | LONEOS                   | —         | MPC                           |
| 41191              | 1999 VL203 | 8 nov 1999  | Catalina            | CSS                      | —         | MPC                           |
| 41192              | 1999 VB206 | 12 nov 1999 | Socorro             | LINEAR                   | Ursula    | MPC                           |
| 41193              | 1999 VV206 | 10 nov 1999 | Anderson Mesa       | LONEOS                   | —         | MPC                           |
| 41194              | 1999 VH213 | 12 nov 1999 | Anderson Mesa       | LONEOS                   | —         | MPC                           |
| 41195              | 1999 VL221 | 4 nov 1999  | Socorro             | LINEAR                   | —         | MPC                           |
| 41196              | 1999 VV224 | 5 nov 1999  | Socorro             | LINEAR                   | —         | MPC                           |
| 41197              | 1999 VU228 | 3 nov 1999  | Catalina            | CSS                      | —         | MPC                           |
| 41198              | 1999 WB    | 16 nov 1999 | Fountain Hills      | C. W. Juels              | —         | MPC                           |
| 41199 Wakanaootaki | 1999 WC1   | 21 nov 1999 | Goodricke-Pigott    | R. A. Tucker             | —         | MPC                           |
| 41200              | 1999 WA3   | 27 nov 1999 | Višnjan Observatory | K. Korlević              | —         | MPC                           |

## 41201–41300
| Designação       | Designação | Descoberta  | Descoberta          | Descobridor(es) | Categoria | Mais informações / Referência |
| Permanente       | Provisória | Data        | Local               | Descobridor(es) | Categoria | Mais informações / Referência |
| ---------------- | ---------- | ----------- | ------------------- | --------------- | --------- | ----------------------------- |
| 41201            | 1999 WF4   | 28 nov 1999 | Oizumi              | T. Kobayashi    | —         | MPC                           |
| 41202            | 1999 WX6   | 28 nov 1999 | Višnjan Observatory | K. Korlević     | Brangane  | MPC                           |
| 41203            | 1999 WK7   | 28 nov 1999 | Višnjan Observatory | K. Korlević     | —         | MPC                           |
| 41204            | 1999 WX8   | 28 nov 1999 | Gnosca              | S. Sposetti     | —         | MPC                           |
| 41205            | 1999 WZ8   | 28 nov 1999 | Gnosca              | S. Sposetti     | —         | MPC                           |
| 41206 Sciannameo | 1999 WG9   | 27 nov 1999 | Osservatorio Polino | Polino Obs.     | Phocaea   | MPC                           |
| 41207            | 1999 WK9   | 29 nov 1999 | Bédoin              | P. Antonini     | —         | MPC                           |
| 41208            | 1999 WL9   | 29 nov 1999 | Farra d'Isonzo      | Farra d'Isonzo  | —         | MPC                           |
| 41209            | 1999 WB15  | 29 nov 1999 | Kitt Peak           | Spacewatch      | —         | MPC                           |
| 41210            | 1999 WN18  | 27 nov 1999 | Anderson Mesa       | LONEOS          | —         | MPC                           |
| 41211            | 1999 XB1   | 2 dez 1999  | Oizumi              | T. Kobayashi    | —         | MPC                           |
| 41212            | 1999 XO1   | 2 dez 1999  | Socorro             | LINEAR          | —         | MPC                           |
| 41213 Mimoun     | 1999 XG2   | 2 dez 1999  | Les Tardieux        | M. Boeuf        | —         | MPC                           |
| 41214            | 1999 XZ3   | 4 dez 1999  | Catalina            | CSS             | —         | MPC                           |
| 41215            | 1999 XH4   | 4 dez 1999  | Catalina            | CSS             | —         | MPC                           |
| 41216            | 1999 XG5   | 4 dez 1999  | Catalina            | CSS             | —         | MPC                           |
| 41217            | 1999 XT6   | 4 dez 1999  | Catalina            | CSS             | —         | MPC                           |
| 41218            | 1999 XK10  | 5 dez 1999  | Catalina            | CSS             | —         | MPC                           |
| 41219            | 1999 XR11  | 6 dez 1999  | Catalina            | CSS             | —         | MPC                           |
| 41220            | 1999 XV12  | 5 dez 1999  | Socorro             | LINEAR          | —         | MPC                           |
| 41221            | 1999 XQ13  | 5 dez 1999  | Socorro             | LINEAR          | —         | MPC                           |
| 41222            | 1999 XH15  | 2 dez 1999  | Ondřejov            | L. Kotková      | —         | MPC                           |
| 41223            | 1999 XD16  | 7 dez 1999  | Catalina            | CSS             | —         | MPC                           |
| 41224            | 1999 XX17  | 3 dez 1999  | Socorro             | LINEAR          | —         | MPC                           |
| 41225            | 1999 XY17  | 3 dez 1999  | Socorro             | LINEAR          | Eos       | MPC                           |
| 41226            | 1999 XZ17  | 3 dez 1999  | Socorro             | LINEAR          | —         | MPC                           |
| 41227            | 1999 XN18  | 3 dez 1999  | Socorro             | LINEAR          | —         | MPC                           |
| 41228            | 1999 XT18  | 3 dez 1999  | Socorro             | LINEAR          | —         | MPC                           |
| 41229            | 1999 XB19  | 3 dez 1999  | Socorro             | LINEAR          | —         | MPC                           |
| 41230            | 1999 XE20  | 5 dez 1999  | Socorro             | LINEAR          | —         | MPC                           |
| 41231            | 1999 XS20  | 5 dez 1999  | Socorro             | LINEAR          | —         | MPC                           |
| 41232            | 1999 XK21  | 5 dez 1999  | Socorro             | LINEAR          | —         | MPC                           |
| 41233            | 1999 XX22  | 6 dez 1999  | Socorro             | LINEAR          | Phocaea   | MPC                           |
| 41234            | 1999 XP23  | 6 dez 1999  | Socorro             | LINEAR          | —         | MPC                           |
| 41235            | 1999 XB24  | 6 dez 1999  | Socorro             | LINEAR          | —         | MPC                           |
| 41236            | 1999 XH24  | 6 dez 1999  | Socorro             | LINEAR          | —         | MPC                           |
| 41237            | 1999 XM25  | 6 dez 1999  | Socorro             | LINEAR          | —         | MPC                           |
| 41238            | 1999 XU25  | 6 dez 1999  | Socorro             | LINEAR          | —         | MPC                           |
| 41239            | 1999 XD26  | 6 dez 1999  | Socorro             | LINEAR          | —         | MPC                           |
| 41240            | 1999 XO26  | 6 dez 1999  | Socorro             | LINEAR          | —         | MPC                           |
| 41241            | 1999 XV26  | 6 dez 1999  | Socorro             | LINEAR          | —         | MPC                           |
| 41242            | 1999 XY26  | 6 dez 1999  | Socorro             | LINEAR          | —         | MPC                           |
| 41243            | 1999 XG29  | 6 dez 1999  | Socorro             | LINEAR          | Brangane  | MPC                           |
| 41244            | 1999 XY30  | 6 dez 1999  | Socorro             | LINEAR          | —         | MPC                           |
| 41245            | 1999 XJ37  | 7 dez 1999  | Fountain Hills      | C. W. Juels     | —         | MPC                           |
| 41246            | 1999 XZ38  | 5 dez 1999  | Socorro             | LINEAR          | —         | MPC                           |
| 41247            | 1999 XQ39  | 6 dez 1999  | Socorro             | LINEAR          | —         | MPC                           |
| 41248            | 1999 XG40  | 7 dez 1999  | Socorro             | LINEAR          | —         | MPC                           |
| 41249            | 1999 XJ40  | 7 dez 1999  | Socorro             | LINEAR          | —         | MPC                           |
| 41250            | 1999 XA41  | 7 dez 1999  | Socorro             | LINEAR          | —         | MPC                           |
| 41251            | 1999 XD41  | 7 dez 1999  | Socorro             | LINEAR          | —         | MPC                           |
| 41252            | 1999 XJ42  | 7 dez 1999  | Socorro             | LINEAR          | Brangane  | MPC                           |
| 41253            | 1999 XP43  | 7 dez 1999  | Socorro             | LINEAR          | —         | MPC                           |
| 41254            | 1999 XT43  | 7 dez 1999  | Socorro             | LINEAR          | Brangane  | MPC                           |
| 41255            | 1999 XV43  | 7 dez 1999  | Socorro             | LINEAR          | —         | MPC                           |
| 41256            | 1999 XX45  | 7 dez 1999  | Socorro             | LINEAR          | Phocaea   | MPC                           |
| 41257            | 1999 XG46  | 7 dez 1999  | Socorro             | LINEAR          | —         | MPC                           |
| 41258            | 1999 XB47  | 7 dez 1999  | Socorro             | LINEAR          | —         | MPC                           |
| 41259            | 1999 XH52  | 7 dez 1999  | Socorro             | LINEAR          | —         | MPC                           |
| 41260            | 1999 XZ53  | 7 dez 1999  | Socorro             | LINEAR          | —         | MPC                           |
| 41261            | 1999 XA54  | 7 dez 1999  | Socorro             | LINEAR          | —         | MPC                           |
| 41262            | 1999 XZ55  | 7 dez 1999  | Socorro             | LINEAR          | Pallas    | MPC                           |
| 41263            | 1999 XM56  | 7 dez 1999  | Socorro             | LINEAR          | Brangane  | MPC                           |
| 41264            | 1999 XF58  | 7 dez 1999  | Socorro             | LINEAR          | —         | MPC                           |
| 41265            | 1999 XG58  | 7 dez 1999  | Socorro             | LINEAR          | —         | MPC                           |
| 41266            | 1999 XP58  | 7 dez 1999  | Socorro             | LINEAR          | —         | MPC                           |
| 41267            | 1999 XK60  | 7 dez 1999  | Socorro             | LINEAR          | —         | MPC                           |
| 41268            | 1999 XO64  | 7 dez 1999  | Socorro             | LINEAR          | Vesta     | MPC                           |
| 41269            | 1999 XX65  | 7 dez 1999  | Socorro             | LINEAR          | —         | MPC                           |
| 41270            | 1999 XK68  | 7 dez 1999  | Socorro             | LINEAR          | —         | MPC                           |
| 41271            | 1999 XQ71  | 7 dez 1999  | Socorro             | LINEAR          | —         | MPC                           |
| 41272            | 1999 XH72  | 7 dez 1999  | Socorro             | LINEAR          | Brangane  | MPC                           |
| 41273            | 1999 XL72  | 7 dez 1999  | Socorro             | LINEAR          | —         | MPC                           |
| 41274            | 1999 XS72  | 7 dez 1999  | Socorro             | LINEAR          | —         | MPC                           |
| 41275            | 1999 XP78  | 7 dez 1999  | Socorro             | LINEAR          | —         | MPC                           |
| 41276            | 1999 XG83  | 7 dez 1999  | Socorro             | LINEAR          | —         | MPC                           |
| 41277            | 1999 XS85  | 7 dez 1999  | Socorro             | LINEAR          | —         | MPC                           |
| 41278            | 1999 XA90  | 7 dez 1999  | Socorro             | LINEAR          | —         | MPC                           |
| 41279 Trentman   | 1999 XD95  | 8 dez 1999  | Olathe              | L. Robinson     | —         | MPC                           |
| 41280            | 1999 XJ95  | 7 dez 1999  | Oizumi              | T. Kobayashi    | —         | MPC                           |
| 41281            | 1999 XZ95  | 9 dez 1999  | Oizumi              | T. Kobayashi    | —         | MPC                           |
| 41282            | 1999 XO96  | 7 dez 1999  | Socorro             | LINEAR          | —         | MPC                           |
| 41283            | 1999 XM99  | 7 dez 1999  | Socorro             | LINEAR          | Juno      | MPC                           |
| 41284            | 1999 XP102 | 7 dez 1999  | Socorro             | LINEAR          | Brangane  | MPC                           |
| 41285            | 1999 XM106 | 4 dez 1999  | Catalina            | CSS             | —         | MPC                           |
| 41286            | 1999 XN106 | 4 dez 1999  | Catalina            | CSS             | —         | MPC                           |
| 41287            | 1999 XZ106 | 4 dez 1999  | Catalina            | CSS             | —         | MPC                           |
| 41288            | 1999 XD107 | 4 dez 1999  | Catalina            | CSS             | —         | MPC                           |
| 41289            | 1999 XN107 | 4 dez 1999  | Catalina            | CSS             | —         | MPC                           |
| 41290            | 1999 XB108 | 4 dez 1999  | Catalina            | CSS             | —         | MPC                           |
| 41291            | 1999 XE108 | 4 dez 1999  | Catalina            | CSS             | —         | MPC                           |
| 41292            | 1999 XH108 | 4 dez 1999  | Catalina            | CSS             | —         | MPC                           |
| 41293            | 1999 XY108 | 4 dez 1999  | Catalina            | CSS             | —         | MPC                           |
| 41294            | 1999 XH109 | 4 dez 1999  | Catalina            | CSS             | —         | MPC                           |
| 41295            | 1999 XM110 | 4 dez 1999  | Catalina            | CSS             | —         | MPC                           |
| 41296            | 1999 XY119 | 5 dez 1999  | Catalina            | CSS             | —         | MPC                           |
| 41297            | 1999 XE123 | 7 dez 1999  | Catalina            | CSS             | Phocaea   | MPC                           |
| 41298            | 1999 XT123 | 7 dez 1999  | Catalina            | CSS             | —         | MPC                           |
| 41299            | 1999 XY125 | 7 dez 1999  | Catalina            | CSS             | —         | MPC                           |
| 41300            | 1999 XZ126 | 7 dez 1999  | Catalina            | CSS             | Brangane  | MPC                           |

## 41301–41400
| Designação | Designação | Descoberta  | Descoberta     | Descobridor(es) | Categoria | Mais informações / Referência |
| Permanente | Provisória | Data        | Local          | Descobridor(es) | Categoria | Mais informações / Referência |
| ---------- | ---------- | ----------- | -------------- | --------------- | --------- | ----------------------------- |
| 41301      | 1999 XP127 | 6 dez 1999  | Gnosca         | S. Sposetti     | —         | MPC                           |
| 41302      | 1999 XO129 | 12 dez 1999 | Socorro        | LINEAR          | —         | MPC                           |
| 41303      | 1999 XP139 | 2 dez 1999  | Kitt Peak      | Spacewatch      | —         | MPC                           |
| 41304      | 1999 XA141 | 2 dez 1999  | Kitt Peak      | Spacewatch      | —         | MPC                           |
| 41305      | 1999 XK143 | 15 dez 1999 | Fountain Hills | C. W. Juels     | Chimaera  | MPC                           |
| 41306      | 1999 XT146 | 7 dez 1999  | Kitt Peak      | Spacewatch      | —         | MPC                           |
| 41307      | 1999 XA149 | 8 dez 1999  | Kitt Peak      | Spacewatch      | —         | MPC                           |
| 41308      | 1999 XA154 | 8 dez 1999  | Socorro        | LINEAR          | —         | MPC                           |
| 41309      | 1999 XT157 | 8 dez 1999  | Socorro        | LINEAR          | —         | MPC                           |
| 41310      | 1999 XC158 | 8 dez 1999  | Socorro        | LINEAR          | Brangane  | MPC                           |
| 41311      | 1999 XR166 | 10 dez 1999 | Socorro        | LINEAR          | —         | MPC                           |
| 41312      | 1999 XU167 | 10 dez 1999 | Socorro        | LINEAR          | —         | MPC                           |
| 41313      | 1999 XD168 | 10 dez 1999 | Socorro        | LINEAR          | —         | MPC                           |
| 41314      | 1999 XN168 | 10 dez 1999 | Socorro        | LINEAR          | —         | MPC                           |
| 41315      | 1999 XU168 | 10 dez 1999 | Socorro        | LINEAR          | —         | MPC                           |
| 41316      | 1999 XJ187 | 12 dez 1999 | Socorro        | LINEAR          | Brangane  | MPC                           |
| 41317      | 1999 XO191 | 12 dez 1999 | Socorro        | LINEAR          | —         | MPC                           |
| 41318      | 1999 XT196 | 12 dez 1999 | Socorro        | LINEAR          | —         | MPC                           |
| 41319      | 1999 XJ208 | 13 dez 1999 | Socorro        | LINEAR          | —         | MPC                           |
| 41320      | 1999 XJ209 | 13 dez 1999 | Socorro        | LINEAR          | Brangane  | MPC                           |
| 41321      | 1999 XM209 | 13 dez 1999 | Socorro        | LINEAR          | —         | MPC                           |
| 41322      | 1999 XK212 | 14 dez 1999 | Socorro        | LINEAR          | —         | MPC                           |
| 41323      | 1999 XM212 | 14 dez 1999 | Socorro        | LINEAR          | Brangane  | MPC                           |
| 41324      | 1999 XO212 | 14 dez 1999 | Socorro        | LINEAR          | —         | MPC                           |
| 41325      | 1999 XR212 | 14 dez 1999 | Socorro        | LINEAR          | Brangane  | MPC                           |
| 41326      | 1999 XY212 | 14 dez 1999 | Socorro        | LINEAR          | —         | MPC                           |
| 41327      | 1999 XD217 | 13 dez 1999 | Kitt Peak      | Spacewatch      | —         | MPC                           |
| 41328      | 1999 XP220 | 14 dez 1999 | Socorro        | LINEAR          | —         | MPC                           |
| 41329      | 1999 XM221 | 15 dez 1999 | Socorro        | LINEAR          | —         | MPC                           |
| 41330      | 1999 XU225 | 13 dez 1999 | Kitt Peak      | Spacewatch      | —         | MPC                           |
| 41331      | 1999 XB232 | 9 dez 1999  | Socorro        | LINEAR          | —         | MPC                           |
| 41332      | 1999 XM233 | 3 dez 1999  | Socorro        | LINEAR          | —         | MPC                           |
| 41333      | 1999 XL238 | 3 dez 1999  | Socorro        | LINEAR          | —         | MPC                           |
| 41334      | 1999 XE242 | 13 dez 1999 | Catalina       | CSS             | Brangane  | MPC                           |
| 41335      | 1999 XL244 | 3 dez 1999  | Socorro        | LINEAR          | —         | MPC                           |
| 41336      | 1999 XX244 | 4 dez 1999  | Kitt Peak      | Spacewatch      | —         | MPC                           |
| 41337      | 1999 XN258 | 5 dez 1999  | Anderson Mesa  | LONEOS          | —         | MPC                           |
| 41338      | 1999 YF4   | 25 dez 1999 | Prescott       | P. G. Comba     | —         | MPC                           |
| 41339      | 1999 YR9   | 31 dez 1999 | Oizumi         | T. Kobayashi    | Eos       | MPC                           |
| 41340      | 1999 YO14  | 31 dez 1999 | Socorro        | LINEAR          | Vesta     | MPC                           |
| 41341      | 1999 YZ21  | 30 dez 1999 | Anderson Mesa  | LONEOS          | —         | MPC                           |
| 41342      | 1999 YC23  | 30 dez 1999 | Anderson Mesa  | LONEOS          | Vesta     | MPC                           |
| 41343      | 2000 AY9   | 3 jan 2000  | Socorro        | LINEAR          | —         | MPC                           |
| 41344      | 2000 AR16  | 3 jan 2000  | Socorro        | LINEAR          | —         | MPC                           |
| 41345      | 2000 AB18  | 3 jan 2000  | Socorro        | LINEAR          | —         | MPC                           |
| 41346      | 2000 AW19  | 3 jan 2000  | Socorro        | LINEAR          | —         | MPC                           |
| 41347      | 2000 AR22  | 3 jan 2000  | Socorro        | LINEAR          | —         | MPC                           |
| 41348      | 2000 AH23  | 3 jan 2000  | Socorro        | LINEAR          | —         | MPC                           |
| 41349      | 2000 AA24  | 3 jan 2000  | Socorro        | LINEAR          | —         | MPC                           |
| 41350      | 2000 AJ25  | 3 jan 2000  | Socorro        | LINEAR          | Vesta     | MPC                           |
| 41351      | 2000 AS27  | 3 jan 2000  | Socorro        | LINEAR          | Juno      | MPC                           |
| 41352      | 2000 AT31  | 3 jan 2000  | Socorro        | LINEAR          | —         | MPC                           |
| 41353      | 2000 AB33  | 3 jan 2000  | Socorro        | LINEAR          | Vesta     | MPC                           |
| 41354      | 2000 AW33  | 3 jan 2000  | Socorro        | LINEAR          | —         | MPC                           |
| 41355      | 2000 AF36  | 3 jan 2000  | Socorro        | LINEAR          | Vesta     | MPC                           |
| 41356      | 2000 AZ51  | 4 jan 2000  | Socorro        | LINEAR          | Ursula    | MPC                           |
| 41357      | 2000 AD52  | 4 jan 2000  | Socorro        | LINEAR          | —         | MPC                           |
| 41358      | 2000 AJ54  | 4 jan 2000  | Socorro        | LINEAR          | —         | MPC                           |
| 41359      | 2000 AG55  | 4 jan 2000  | Socorro        | LINEAR          | Vesta     | MPC                           |
| 41360      | 2000 AN68  | 5 jan 2000  | Socorro        | LINEAR          | —         | MPC                           |
| 41361      | 2000 AO76  | 5 jan 2000  | Socorro        | LINEAR          | —         | MPC                           |
| 41362      | 2000 AJ81  | 5 jan 2000  | Socorro        | LINEAR          | Brangane  | MPC                           |
| 41363      | 2000 AA90  | 5 jan 2000  | Socorro        | LINEAR          | —         | MPC                           |
| 41364      | 2000 AD96  | 4 jan 2000  | Socorro        | LINEAR          | —         | MPC                           |
| 41365      | 2000 AO98  | 5 jan 2000  | Socorro        | LINEAR          | —         | MPC                           |
| 41366      | 2000 AU98  | 5 jan 2000  | Socorro        | LINEAR          | —         | MPC                           |
| 41367      | 2000 AP99  | 5 jan 2000  | Socorro        | LINEAR          | —         | MPC                           |
| 41368      | 2000 AA100 | 5 jan 2000  | Socorro        | LINEAR          | —         | MPC                           |
| 41369      | 2000 AG100 | 5 jan 2000  | Socorro        | LINEAR          | —         | MPC                           |
| 41370      | 2000 AA101 | 5 jan 2000  | Socorro        | LINEAR          | Brangane  | MPC                           |
| 41371      | 2000 AB101 | 5 jan 2000  | Socorro        | LINEAR          | —         | MPC                           |
| 41372      | 2000 AC101 | 5 jan 2000  | Socorro        | LINEAR          | Brangane  | MPC                           |
| 41373      | 2000 AR101 | 5 jan 2000  | Socorro        | LINEAR          | —         | MPC                           |
| 41374      | 2000 AW101 | 5 jan 2000  | Socorro        | LINEAR          | —         | MPC                           |
| 41375      | 2000 AD102 | 5 jan 2000  | Socorro        | LINEAR          | Brangane  | MPC                           |
| 41376      | 2000 AT103 | 5 jan 2000  | Socorro        | LINEAR          | —         | MPC                           |
| 41377      | 2000 AB104 | 5 jan 2000  | Socorro        | LINEAR          | —         | MPC                           |
| 41378      | 2000 AP105 | 5 jan 2000  | Socorro        | LINEAR          | —         | MPC                           |
| 41379      | 2000 AS105 | 5 jan 2000  | Socorro        | LINEAR          | Vesta     | MPC                           |
| 41380      | 2000 AM113 | 5 jan 2000  | Socorro        | LINEAR          | —         | MPC                           |
| 41381      | 2000 AG117 | 5 jan 2000  | Socorro        | LINEAR          | —         | MPC                           |
| 41382      | 2000 AV124 | 5 jan 2000  | Socorro        | LINEAR          | —         | MPC                           |
| 41383      | 2000 AH138 | 5 jan 2000  | Socorro        | LINEAR          | —         | MPC                           |
| 41384      | 2000 AJ138 | 5 jan 2000  | Socorro        | LINEAR          | —         | MPC                           |
| 41385      | 2000 AQ138 | 5 jan 2000  | Socorro        | LINEAR          | —         | MPC                           |
| 41386      | 2000 AD140 | 5 jan 2000  | Socorro        | LINEAR          | —         | MPC                           |
| 41387      | 2000 AE140 | 5 jan 2000  | Socorro        | LINEAR          | —         | MPC                           |
| 41388      | 2000 AJ140 | 5 jan 2000  | Socorro        | LINEAR          | —         | MPC                           |
| 41389      | 2000 AM140 | 5 jan 2000  | Socorro        | LINEAR          | —         | MPC                           |
| 41390      | 2000 AX145 | 7 jan 2000  | Socorro        | LINEAR          | —         | MPC                           |
| 41391      | 2000 AX148 | 7 jan 2000  | Socorro        | LINEAR          | —         | MPC                           |
| 41392      | 2000 AA149 | 7 jan 2000  | Socorro        | LINEAR          | —         | MPC                           |
| 41393      | 2000 AV151 | 8 jan 2000  | Socorro        | LINEAR          | —         | MPC                           |
| 41394      | 2000 AW162 | 5 jan 2000  | Socorro        | LINEAR          | —         | MPC                           |
| 41395      | 2000 AY169 | 7 jan 2000  | Socorro        | LINEAR          | —         | MPC                           |
| 41396      | 2000 AG175 | 7 jan 2000  | Socorro        | LINEAR          | —         | MPC                           |
| 41397      | 2000 AS175 | 7 jan 2000  | Socorro        | LINEAR          | —         | MPC                           |
| 41398      | 2000 AH177 | 7 jan 2000  | Socorro        | LINEAR          | Brangane  | MPC                           |
| 41399      | 2000 AR177 | 7 jan 2000  | Socorro        | LINEAR          | —         | MPC                           |
| 41400      | 2000 AR185 | 8 jan 2000  | Socorro        | LINEAR          | —         | MPC                           |

## 41401–41500
| Designação         | Designação | Descoberta  | Descoberta          | Descobridor(es)      | Categoria | Mais informações / Referência |
| Permanente         | Provisória | Data        | Local               | Descobridor(es)      | Categoria | Mais informações / Referência |
| ------------------ | ---------- | ----------- | ------------------- | -------------------- | --------- | ----------------------------- |
| 41401              | 2000 AU186 | 8 jan 2000  | Socorro             | LINEAR               | —         | MPC                           |
| 41402              | 2000 AV186 | 8 jan 2000  | Socorro             | LINEAR               | —         | MPC                           |
| 41403              | 2000 AW186 | 8 jan 2000  | Socorro             | LINEAR               | —         | MPC                           |
| 41404              | 2000 AG187 | 8 jan 2000  | Socorro             | LINEAR               | —         | MPC                           |
| 41405              | 2000 AS187 | 8 jan 2000  | Socorro             | LINEAR               | —         | MPC                           |
| 41406              | 2000 AD188 | 8 jan 2000  | Socorro             | LINEAR               | —         | MPC                           |
| 41407              | 2000 AL188 | 8 jan 2000  | Socorro             | LINEAR               | —         | MPC                           |
| 41408              | 2000 AV196 | 8 jan 2000  | Socorro             | LINEAR               | —         | MPC                           |
| 41409              | 2000 AW199 | 9 jan 2000  | Socorro             | LINEAR               | Pallas    | MPC                           |
| 41410              | 2000 AD200 | 9 jan 2000  | Socorro             | LINEAR               | —         | MPC                           |
| 41411              | 2000 AK200 | 9 jan 2000  | Socorro             | LINEAR               | —         | MPC                           |
| 41412              | 2000 AO200 | 9 jan 2000  | Socorro             | LINEAR               | —         | MPC                           |
| 41413              | 2000 AF210 | 5 jan 2000  | Kitt Peak           | Spacewatch           | —         | MPC                           |
| 41414              | 2000 AC215 | 7 jan 2000  | Kitt Peak           | Spacewatch           | —         | MPC                           |
| 41415              | 2000 AX230 | 4 jan 2000  | Anderson Mesa       | LONEOS               | —         | MPC                           |
| 41416              | 2000 AF231 | 4 jan 2000  | Anderson Mesa       | LONEOS               | —         | MPC                           |
| 41417              | 2000 AL233 | 4 jan 2000  | Kitt Peak           | Spacewatch           | Vesta     | MPC                           |
| 41418              | 2000 AR233 | 5 jan 2000  | Socorro             | LINEAR               | Eos       | MPC                           |
| 41419              | 2000 AW234 | 5 jan 2000  | Socorro             | LINEAR               | Juno      | MPC                           |
| 41420              | 2000 AQ240 | 7 jan 2000  | Anderson Mesa       | LONEOS               | Phocaea   | MPC                           |
| 41421              | 2000 AZ240 | 7 jan 2000  | Anderson Mesa       | LONEOS               | Pallas    | MPC                           |
| 41422              | 2000 CB5   | 2 fev 2000  | Socorro             | LINEAR               | —         | MPC                           |
| 41423              | 2000 CU24  | 2 fev 2000  | Socorro             | LINEAR               | —         | MPC                           |
| 41424              | 2000 CK40  | 4 fev 2000  | Socorro             | LINEAR               | —         | MPC                           |
| 41425              | 2000 CE77  | 10 fev 2000 | Višnjan Observatory | K. Korlević          | —         | MPC                           |
| 41426              | 2000 CJ140 | 5 fev 2000  | Kitt Peak           | Spacewatch           | Vesta     | MPC                           |
| 41427              | 2000 DY4   | 28 fev 2000 | Socorro             | LINEAR               | Vesta     | MPC                           |
| 41428              | 2000 EL85  | 8 mar 2000  | Socorro             | LINEAR               | —         | MPC                           |
| 41429              | 2000 GE2   | 3 abr 2000  | Socorro             | LINEAR               | —         | MPC                           |
| 41430              | 2000 GN4   | 4 abr 2000  | Socorro             | LINEAR               | —         | MPC                           |
| 41431              | 2000 GY6   | 4 abr 2000  | Socorro             | LINEAR               | —         | MPC                           |
| 41432              | 2000 GE35  | 5 abr 2000  | Socorro             | LINEAR               | —         | MPC                           |
| 41433              | 2000 GY51  | 5 abr 2000  | Socorro             | LINEAR               | —         | MPC                           |
| 41434              | 2000 GB82  | 7 abr 2000  | Socorro             | LINEAR               | —         | MPC                           |
| 41435              | 2000 GQ89  | 4 abr 2000  | Socorro             | LINEAR               | —         | MPC                           |
| 41436              | 2000 GJ95  | 6 abr 2000  | Socorro             | LINEAR               | —         | MPC                           |
| 41437              | 2000 GT122 | 11 abr 2000 | Fountain Hills      | C. W. Juels          | Phocaea   | MPC                           |
| 41438              | 2000 GG124 | 7 abr 2000  | Socorro             | LINEAR               | —         | MPC                           |
| 41439              | 2000 GO134 | 8 abr 2000  | Socorro             | LINEAR               | —         | MPC                           |
| 41440              | 2000 HZ23  | 27 abr 2000 | Anderson Mesa       | LONEOS               | —         | MPC                           |
| 41441              | 2000 HK25  | 24 abr 2000 | Anderson Mesa       | LONEOS               | —         | MPC                           |
| 41442              | 2000 JS51  | 9 mai 2000  | Socorro             | LINEAR               | —         | MPC                           |
| 41443              | 2000 JD73  | 2 mai 2000  | Anderson Mesa       | LONEOS               | —         | MPC                           |
| 41444              | 2000 JK76  | 6 mai 2000  | Socorro             | LINEAR               | —         | MPC                           |
| 41445              | 2000 KF56  | 27 mai 2000 | Socorro             | LINEAR               | —         | MPC                           |
| 41446              | 2000 LW    | 1 jun 2000  | Kitt Peak           | Spacewatch           | —         | MPC                           |
| 41447              | 2000 LK4   | 4 jun 2000  | Socorro             | LINEAR               | —         | MPC                           |
| 41448              | 2000 LJ12  | 4 jun 2000  | Socorro             | LINEAR               | Flora     | MPC                           |
| 41449              | 2000 LN12  | 5 jun 2000  | Socorro             | LINEAR               | —         | MPC                           |
| 41450 Medkeff      | 2000 LF15  | 1 jun 2000  | Anza                | M. Collins, M. White | —         | MPC                           |
| 41451              | 2000 LJ24  | 1 jun 2000  | Socorro             | LINEAR               | Phocaea   | MPC                           |
| 41452              | 2000 LD29  | 9 jun 2000  | Anderson Mesa       | LONEOS               | —         | MPC                           |
| 41453              | 2000 MJ4   | 25 jun 2000 | Socorro             | LINEAR               | Phocaea   | MPC                           |
| 41454              | 2000 MQ5   | 26 jun 2000 | Socorro             | LINEAR               | —         | MPC                           |
| 41455              | 2000 NC    | 1 jul 2000  | Prescott            | P. G. Comba          | —         | MPC                           |
| 41456              | 2000 NT    | 3 jul 2000  | Prescott            | P. G. Comba          | —         | MPC                           |
| 41457              | 2000 ND2   | 5 jul 2000  | Kitt Peak           | Spacewatch           | —         | MPC                           |
| 41458              | 2000 NN14  | 5 jul 2000  | Anderson Mesa       | LONEOS               | —         | MPC                           |
| 41459              | 2000 NO20  | 6 jul 2000  | Kitt Peak           | Spacewatch           | —         | MPC                           |
| 41460              | 2000 NC28  | 3 jul 2000  | Socorro             | LINEAR               | —         | MPC                           |
| 41461              | 2000 ON    | 23 jul 2000 | Socorro             | LINEAR               | —         | MPC                           |
| 41462              | 2000 OJ13  | 23 jul 2000 | Socorro             | LINEAR               | —         | MPC                           |
| 41463              | 2000 OG21  | 31 jul 2000 | Socorro             | LINEAR               | —         | MPC                           |
| 41464              | 2000 OL22  | 31 jul 2000 | Socorro             | LINEAR               | —         | MPC                           |
| 41465              | 2000 OV22  | 23 jul 2000 | Socorro             | LINEAR               | —         | MPC                           |
| 41466              | 2000 OW24  | 23 jul 2000 | Socorro             | LINEAR               | —         | MPC                           |
| 41467              | 2000 OG29  | 30 jul 2000 | Socorro             | LINEAR               | —         | MPC                           |
| 41468              | 2000 OS46  | 31 jul 2000 | Socorro             | LINEAR               | —         | MPC                           |
| 41469              | 2000 OT49  | 31 jul 2000 | Socorro             | LINEAR               | —         | MPC                           |
| 41470              | 2000 OK50  | 31 jul 2000 | Socorro             | LINEAR               | —         | MPC                           |
| 41471              | 2000 OC51  | 30 jul 2000 | Socorro             | LINEAR               | —         | MPC                           |
| 41472              | 2000 OA59  | 29 jul 2000 | Anderson Mesa       | LONEOS               | —         | MPC                           |
| 41473              | 2000 PU9   | 9 ago 2000  | Ondřejov            | L. Kotková           | —         | MPC                           |
| 41474              | 2000 PE13  | 1 ago 2000  | Socorro             | LINEAR               | —         | MPC                           |
| 41475              | 2000 PR13  | 1 ago 2000  | Socorro             | LINEAR               | —         | MPC                           |
| 41476              | 2000 PC14  | 1 ago 2000  | Socorro             | LINEAR               | —         | MPC                           |
| 41477              | 2000 PP26  | 5 ago 2000  | Haleakalā           | NEAT                 | —         | MPC                           |
| 41478              | 2000 PR28  | 3 ago 2000  | Socorro             | LINEAR               | —         | MPC                           |
| 41479              | 2000 QQ27  | 24 ago 2000 | Socorro             | LINEAR               | —         | MPC                           |
| 41480              | 2000 QZ29  | 25 ago 2000 | Socorro             | LINEAR               | Ursula    | MPC                           |
| 41481 Musashifuchu | 2000 QE35  | 28 ago 2000 | Bisei SG Center     | BATTeRS              | —         | MPC                           |
| 41482              | 2000 QF37  | 24 ago 2000 | Socorro             | LINEAR               | —         | MPC                           |
| 41483              | 2000 QD41  | 24 ago 2000 | Socorro             | LINEAR               | —         | MPC                           |
| 41484              | 2000 QB44  | 24 ago 2000 | Socorro             | LINEAR               | —         | MPC                           |
| 41485              | 2000 QF51  | 24 ago 2000 | Socorro             | LINEAR               | —         | MPC                           |
| 41486              | 2000 QQ62  | 28 ago 2000 | Socorro             | LINEAR               | Ursula    | MPC                           |
| 41487              | 2000 QL64  | 28 ago 2000 | Socorro             | LINEAR               | —         | MPC                           |
| 41488 Sindbad      | 2000 QE71  | 29 ago 2000 | Reedy Creek         | J. Broughton         | —         | MPC                           |
| 41489              | 2000 QL73  | 24 ago 2000 | Socorro             | LINEAR               | —         | MPC                           |
| 41490              | 2000 QX75  | 24 ago 2000 | Socorro             | LINEAR               | —         | MPC                           |
| 41491              | 2000 QK80  | 24 ago 2000 | Socorro             | LINEAR               | —         | MPC                           |
| 41492              | 2000 QC89  | 25 ago 2000 | Socorro             | LINEAR               | —         | MPC                           |
| 41493              | 2000 QO101 | 28 ago 2000 | Socorro             | LINEAR               | —         | MPC                           |
| 41494              | 2000 QX111 | 24 ago 2000 | Socorro             | LINEAR               | —         | MPC                           |
| 41495              | 2000 QH117 | 26 ago 2000 | Socorro             | LINEAR               | —         | MPC                           |
| 41496              | 2000 QB118 | 25 ago 2000 | Socorro             | LINEAR               | —         | MPC                           |
| 41497              | 2000 QC128 | 24 ago 2000 | Socorro             | LINEAR               | —         | MPC                           |
| 41498              | 2000 QK128 | 24 ago 2000 | Socorro             | LINEAR               | Chloris   | MPC                           |
| 41499              | 2000 QH143 | 31 ago 2000 | Socorro             | LINEAR               | Ursula    | MPC                           |
| 41500              | 2000 QO143 | 31 ago 2000 | Socorro             | LINEAR               | —         | MPC                           |

## 41501–41600
| Designação      | Designação | Descoberta  | Descoberta          | Descobridor(es) | Categoria | Mais informações / Referência |
| Permanente      | Provisória | Data        | Local               | Descobridor(es) | Categoria | Mais informações / Referência |
| --------------- | ---------- | ----------- | ------------------- | --------------- | --------- | ----------------------------- |
| 41501           | 2000 QA146 | 31 ago 2000 | Socorro             | LINEAR          | —         | MPC                           |
| 41502 Denchukun | 2000 QK147 | 23 ago 2000 | Bisei SG Center     | BATTeRS         | —         | MPC                           |
| 41503           | 2000 QG148 | 26 ago 2000 | Kvistaberg          | UDAS            | —         | MPC                           |
| 41504           | 2000 QY148 | 29 ago 2000 | Siding Spring       | R. H. McNaught  | Juno      | MPC                           |
| 41505           | 2000 QP150 | 25 ago 2000 | Socorro             | LINEAR          | —         | MPC                           |
| 41506           | 2000 QD151 | 25 ago 2000 | Socorro             | LINEAR          | —         | MPC                           |
| 41507           | 2000 QU157 | 31 ago 2000 | Socorro             | LINEAR          | —         | MPC                           |
| 41508           | 2000 QY160 | 31 ago 2000 | Socorro             | LINEAR          | Brangane  | MPC                           |
| 41509           | 2000 QL169 | 31 ago 2000 | Socorro             | LINEAR          | —         | MPC                           |
| 41510           | 2000 QU171 | 31 ago 2000 | Socorro             | LINEAR          | —         | MPC                           |
| 41511           | 2000 QC174 | 31 ago 2000 | Socorro             | LINEAR          | —         | MPC                           |
| 41512           | 2000 QV179 | 31 ago 2000 | Socorro             | LINEAR          | —         | MPC                           |
| 41513           | 2000 QL180 | 31 ago 2000 | Socorro             | LINEAR          | —         | MPC                           |
| 41514           | 2000 QR180 | 31 ago 2000 | Socorro             | LINEAR          | —         | MPC                           |
| 41515           | 2000 QL181 | 31 ago 2000 | Socorro             | LINEAR          | —         | MPC                           |
| 41516           | 2000 QN181 | 31 ago 2000 | Socorro             | LINEAR          | Phocaea   | MPC                           |
| 41517           | 2000 QK182 | 31 ago 2000 | Socorro             | LINEAR          | —         | MPC                           |
| 41518           | 2000 QD196 | 28 ago 2000 | Socorro             | LINEAR          | —         | MPC                           |
| 41519           | 2000 QH196 | 28 ago 2000 | Socorro             | LINEAR          | —         | MPC                           |
| 41520           | 2000 QG207 | 31 ago 2000 | Socorro             | LINEAR          | —         | MPC                           |
| 41521           | 2000 QL207 | 31 ago 2000 | Socorro             | LINEAR          | —         | MPC                           |
| 41522           | 2000 QX211 | 31 ago 2000 | Socorro             | LINEAR          | —         | MPC                           |
| 41523           | 2000 QD217 | 31 ago 2000 | Socorro             | LINEAR          | —         | MPC                           |
| 41524           | 2000 QU217 | 31 ago 2000 | Socorro             | LINEAR          | Brangane  | MPC                           |
| 41525           | 2000 QP218 | 20 ago 2000 | Kitt Peak           | Spacewatch      | —         | MPC                           |
| 41526           | 2000 QW221 | 21 ago 2000 | Anderson Mesa       | LONEOS          | —         | MPC                           |
| 41527           | 2000 QX221 | 21 ago 2000 | Anderson Mesa       | LONEOS          | —         | MPC                           |
| 41528           | 2000 RN4   | 1 set 2000  | Socorro             | LINEAR          | —         | MPC                           |
| 41529           | 2000 RC6   | 1 set 2000  | Socorro             | LINEAR          | —         | MPC                           |
| 41530           | 2000 RD9   | 1 set 2000  | Socorro             | LINEAR          | —         | MPC                           |
| 41531           | 2000 RN9   | 1 set 2000  | Socorro             | LINEAR          | —         | MPC                           |
| 41532           | 2000 RO9   | 1 set 2000  | Socorro             | LINEAR          | —         | MPC                           |
| 41533           | 2000 RV9   | 1 set 2000  | Socorro             | LINEAR          | —         | MPC                           |
| 41534           | 2000 RX9   | 1 set 2000  | Socorro             | LINEAR          | —         | MPC                           |
| 41535           | 2000 RL10  | 1 set 2000  | Socorro             | LINEAR          | —         | MPC                           |
| 41536           | 2000 RJ15  | 1 set 2000  | Socorro             | LINEAR          | —         | MPC                           |
| 41537           | 2000 RS15  | 1 set 2000  | Socorro             | LINEAR          | —         | MPC                           |
| 41538           | 2000 RC30  | 1 set 2000  | Socorro             | LINEAR          | —         | MPC                           |
| 41539           | 2000 RA32  | 1 set 2000  | Socorro             | LINEAR          | —         | MPC                           |
| 41540           | 2000 RT38  | 4 set 2000  | Socorro             | LINEAR          | —         | MPC                           |
| 41541           | 2000 RV38  | 5 set 2000  | Socorro             | LINEAR          | —         | MPC                           |
| 41542           | 2000 RZ38  | 5 set 2000  | Socorro             | LINEAR          | —         | MPC                           |
| 41543           | 2000 RU40  | 3 set 2000  | Socorro             | LINEAR          | Phocaea   | MPC                           |
| 41544           | 2000 RD41  | 3 set 2000  | Socorro             | LINEAR          | —         | MPC                           |
| 41545           | 2000 RA43  | 3 set 2000  | Socorro             | LINEAR          | —         | MPC                           |
| 41546           | 2000 RZ45  | 3 set 2000  | Socorro             | LINEAR          | —         | MPC                           |
| 41547           | 2000 RA46  | 3 set 2000  | Socorro             | LINEAR          | —         | MPC                           |
| 41548           | 2000 RG46  | 3 set 2000  | Socorro             | LINEAR          | —         | MPC                           |
| 41549           | 2000 RN46  | 3 set 2000  | Socorro             | LINEAR          | —         | MPC                           |
| 41550           | 2000 RO46  | 3 set 2000  | Socorro             | LINEAR          | —         | MPC                           |
| 41551           | 2000 RN50  | 5 set 2000  | Socorro             | LINEAR          | —         | MPC                           |
| 41552           | 2000 RS52  | 1 set 2000  | Socorro             | LINEAR          | —         | MPC                           |
| 41553           | 2000 RT52  | 1 set 2000  | Socorro             | LINEAR          | —         | MPC                           |
| 41554           | 2000 RH53  | 5 set 2000  | Višnjan Observatory | K. Korlević     | —         | MPC                           |
| 41555           | 2000 RT53  | 1 set 2000  | Socorro             | LINEAR          | —         | MPC                           |
| 41556           | 2000 RC54  | 1 set 2000  | Socorro             | LINEAR          | —         | MPC                           |
| 41557           | 2000 RJ54  | 1 set 2000  | Socorro             | LINEAR          | —         | MPC                           |
| 41558           | 2000 RG57  | 7 set 2000  | Kitt Peak           | Spacewatch      | —         | MPC                           |
| 41559           | 2000 RD60  | 8 set 2000  | Višnjan Observatory | K. Korlević     | —         | MPC                           |
| 41560           | 2000 RF66  | 1 set 2000  | Socorro             | LINEAR          | —         | MPC                           |
| 41561           | 2000 RQ66  | 1 set 2000  | Socorro             | LINEAR          | —         | MPC                           |
| 41562           | 2000 RR67  | 1 set 2000  | Socorro             | LINEAR          | —         | MPC                           |
| 41563           | 2000 RL71  | 2 set 2000  | Socorro             | LINEAR          | —         | MPC                           |
| 41564           | 2000 RX71  | 2 set 2000  | Socorro             | LINEAR          | —         | MPC                           |
| 41565           | 2000 RJ72  | 2 set 2000  | Socorro             | LINEAR          | —         | MPC                           |
| 41566           | 2000 RU72  | 2 set 2000  | Socorro             | LINEAR          | —         | MPC                           |
| 41567           | 2000 RN73  | 2 set 2000  | Socorro             | LINEAR          | —         | MPC                           |
| 41568           | 2000 RU73  | 2 set 2000  | Socorro             | LINEAR          | —         | MPC                           |
| 41569           | 2000 RC74  | 2 set 2000  | Socorro             | LINEAR          | —         | MPC                           |
| 41570           | 2000 RW75  | 3 set 2000  | Socorro             | LINEAR          | —         | MPC                           |
| 41571           | 2000 RT81  | 1 set 2000  | Socorro             | LINEAR          | —         | MPC                           |
| 41572           | 2000 RL92  | 3 set 2000  | Socorro             | LINEAR          | —         | MPC                           |
| 41573           | 2000 RB99  | 5 set 2000  | Anderson Mesa       | LONEOS          | —         | MPC                           |
| 41574           | 2000 SQ1   | 19 set 2000 | Socorro             | LINEAR          | —         | MPC                           |
| 41575           | 2000 ST1   | 20 set 2000 | Desert Beaver       | W. K. Y. Yeung  | —         | MPC                           |
| 41576           | 2000 SF2   | 20 set 2000 | Socorro             | LINEAR          | —         | MPC                           |
| 41577           | 2000 SV2   | 20 set 2000 | Socorro             | LINEAR          | —         | MPC                           |
| 41578           | 2000 SE3   | 20 set 2000 | Socorro             | LINEAR          | Juno      | MPC                           |
| 41579           | 2000 SG20  | 23 set 2000 | Socorro             | LINEAR          | —         | MPC                           |
| 41580           | 2000 SV22  | 20 set 2000 | Haleakalā           | NEAT            | —         | MPC                           |
| 41581           | 2000 SY22  | 25 set 2000 | Višnjan Observatory | K. Korlević     | —         | MPC                           |
| 41582           | 2000 SL27  | 23 set 2000 | Socorro             | LINEAR          | —         | MPC                           |
| 41583           | 2000 SP34  | 24 set 2000 | Socorro             | LINEAR          | —         | MPC                           |
| 41584           | 2000 SL35  | 24 set 2000 | Socorro             | LINEAR          | —         | MPC                           |
| 41585           | 2000 ST37  | 24 set 2000 | Socorro             | LINEAR          | Ursula    | MPC                           |
| 41586           | 2000 SH38  | 24 set 2000 | Socorro             | LINEAR          | —         | MPC                           |
| 41587           | 2000 SX38  | 24 set 2000 | Socorro             | LINEAR          | —         | MPC                           |
| 41588           | 2000 SC46  | 22 set 2000 | Socorro             | LINEAR          | —         | MPC                           |
| 41589           | 2000 SJ46  | 22 set 2000 | Socorro             | LINEAR          | —         | MPC                           |
| 41590           | 2000 SZ50  | 23 set 2000 | Socorro             | LINEAR          | —         | MPC                           |
| 41591           | 2000 SL52  | 23 set 2000 | Socorro             | LINEAR          | —         | MPC                           |
| 41592           | 2000 ST53  | 24 set 2000 | Socorro             | LINEAR          | —         | MPC                           |
| 41593           | 2000 SH58  | 24 set 2000 | Socorro             | LINEAR          | —         | MPC                           |
| 41594           | 2000 SG63  | 24 set 2000 | Socorro             | LINEAR          | —         | MPC                           |
| 41595           | 2000 SV66  | 24 set 2000 | Socorro             | LINEAR          | —         | MPC                           |
| 41596           | 2000 SW67  | 24 set 2000 | Socorro             | LINEAR          | —         | MPC                           |
| 41597           | 2000 ST72  | 24 set 2000 | Socorro             | LINEAR          | —         | MPC                           |
| 41598           | 2000 SL74  | 24 set 2000 | Socorro             | LINEAR          | —         | MPC                           |
| 41599           | 2000 SV75  | 24 set 2000 | Socorro             | LINEAR          | —         | MPC                           |
| 41600           | 2000 SJ76  | 24 set 2000 | Socorro             | LINEAR          | —         | MPC                           |

## 41601–41700
| Designação | Designação | Descoberta  | Descoberta          | Descobridor(es) | Categoria | Mais informações / Referência |
| Permanente | Provisória | Data        | Local               | Descobridor(es) | Categoria | Mais informações / Referência |
| ---------- | ---------- | ----------- | ------------------- | --------------- | --------- | ----------------------------- |
| 41601      | 2000 SH78  | 24 set 2000 | Socorro             | LINEAR          | —         | MPC                           |
| 41602      | 2000 SA81  | 24 set 2000 | Socorro             | LINEAR          | —         | MPC                           |
| 41603      | 2000 SN102 | 24 set 2000 | Socorro             | LINEAR          | —         | MPC                           |
| 41604      | 2000 SO104 | 24 set 2000 | Socorro             | LINEAR          | —         | MPC                           |
| 41605      | 2000 SV106 | 24 set 2000 | Socorro             | LINEAR          | —         | MPC                           |
| 41606      | 2000 SO108 | 24 set 2000 | Socorro             | LINEAR          | —         | MPC                           |
| 41607      | 2000 SJ113 | 24 set 2000 | Socorro             | LINEAR          | —         | MPC                           |
| 41608      | 2000 SS114 | 24 set 2000 | Socorro             | LINEAR          | —         | MPC                           |
| 41609      | 2000 SR117 | 24 set 2000 | Socorro             | LINEAR          | —         | MPC                           |
| 41610      | 2000 SR119 | 24 set 2000 | Socorro             | LINEAR          | —         | MPC                           |
| 41611      | 2000 SY120 | 24 set 2000 | Socorro             | LINEAR          | —         | MPC                           |
| 41612      | 2000 SO124 | 24 set 2000 | Socorro             | LINEAR          | —         | MPC                           |
| 41613      | 2000 SP144 | 24 set 2000 | Socorro             | LINEAR          | Ursula    | MPC                           |
| 41614      | 2000 SX145 | 24 set 2000 | Socorro             | LINEAR          | —         | MPC                           |
| 41615      | 2000 SM149 | 24 set 2000 | Socorro             | LINEAR          | —         | MPC                           |
| 41616      | 2000 SP149 | 24 set 2000 | Socorro             | LINEAR          | —         | MPC                           |
| 41617      | 2000 SK151 | 24 set 2000 | Socorro             | LINEAR          | —         | MPC                           |
| 41618      | 2000 SU151 | 24 set 2000 | Socorro             | LINEAR          | —         | MPC                           |
| 41619      | 2000 SM153 | 24 set 2000 | Socorro             | LINEAR          | —         | MPC                           |
| 41620      | 2000 SU160 | 27 set 2000 | Socorro             | LINEAR          | —         | MPC                           |
| 41621      | 2000 SY161 | 20 set 2000 | Haleakalā           | NEAT            | —         | MPC                           |
| 41622      | 2000 SP166 | 23 set 2000 | Socorro             | LINEAR          | —         | MPC                           |
| 41623      | 2000 SN167 | 23 set 2000 | Socorro             | LINEAR          | —         | MPC                           |
| 41624      | 2000 SU167 | 23 set 2000 | Socorro             | LINEAR          | —         | MPC                           |
| 41625      | 2000 SA168 | 23 set 2000 | Socorro             | LINEAR          | —         | MPC                           |
| 41626      | 2000 SQ170 | 24 set 2000 | Socorro             | LINEAR          | —         | MPC                           |
| 41627      | 2000 SK171 | 24 set 2000 | Socorro             | LINEAR          | —         | MPC                           |
| 41628      | 2000 SW176 | 28 set 2000 | Socorro             | LINEAR          | —         | MPC                           |
| 41629      | 2000 SA177 | 28 set 2000 | Socorro             | LINEAR          | —         | MPC                           |
| 41630      | 2000 SM185 | 21 set 2000 | Kitt Peak           | Spacewatch      | —         | MPC                           |
| 41631      | 2000 SN185 | 21 set 2000 | Kitt Peak           | Spacewatch      | —         | MPC                           |
| 41632      | 2000 SL204 | 24 set 2000 | Socorro             | LINEAR          | —         | MPC                           |
| 41633      | 2000 SR216 | 26 set 2000 | Socorro             | LINEAR          | —         | MPC                           |
| 41634      | 2000 SO218 | 26 set 2000 | Socorro             | LINEAR          | —         | MPC                           |
| 41635      | 2000 SE220 | 26 set 2000 | Socorro             | LINEAR          | —         | MPC                           |
| 41636      | 2000 SZ220 | 26 set 2000 | Socorro             | LINEAR          | —         | MPC                           |
| 41637      | 2000 SA225 | 27 set 2000 | Socorro             | LINEAR          | —         | MPC                           |
| 41638      | 2000 SS225 | 27 set 2000 | Socorro             | LINEAR          | —         | MPC                           |
| 41639      | 2000 SD227 | 27 set 2000 | Socorro             | LINEAR          | —         | MPC                           |
| 41640      | 2000 SJ227 | 27 set 2000 | Socorro             | LINEAR          | —         | MPC                           |
| 41641      | 2000 SV229 | 28 set 2000 | Socorro             | LINEAR          | —         | MPC                           |
| 41642      | 2000 SK230 | 28 set 2000 | Socorro             | LINEAR          | —         | MPC                           |
| 41643      | 2000 SH268 | 27 set 2000 | Socorro             | LINEAR          | —         | MPC                           |
| 41644      | 2000 SC269 | 27 set 2000 | Socorro             | LINEAR          | —         | MPC                           |
| 41645      | 2000 SD269 | 27 set 2000 | Socorro             | LINEAR          | —         | MPC                           |
| 41646      | 2000 SJ273 | 28 set 2000 | Socorro             | LINEAR          | —         | MPC                           |
| 41647      | 2000 ST275 | 28 set 2000 | Socorro             | LINEAR          | —         | MPC                           |
| 41648      | 2000 SP276 | 30 set 2000 | Socorro             | LINEAR          | —         | MPC                           |
| 41649      | 2000 SA279 | 30 set 2000 | Socorro             | LINEAR          | —         | MPC                           |
| 41650      | 2000 SU280 | 29 set 2000 | Haleakalā           | NEAT            | —         | MPC                           |
| 41651      | 2000 ST293 | 27 set 2000 | Socorro             | LINEAR          | —         | MPC                           |
| 41652      | 2000 SA294 | 27 set 2000 | Socorro             | LINEAR          | —         | MPC                           |
| 41653      | 2000 SC294 | 27 set 2000 | Socorro             | LINEAR          | —         | MPC                           |
| 41654      | 2000 SE295 | 27 set 2000 | Socorro             | LINEAR          | —         | MPC                           |
| 41655      | 2000 SJ302 | 28 set 2000 | Socorro             | LINEAR          | —         | MPC                           |
| 41656      | 2000 SH303 | 28 set 2000 | Socorro             | LINEAR          | —         | MPC                           |
| 41657      | 2000 SN308 | 30 set 2000 | Socorro             | LINEAR          | —         | MPC                           |
| 41658      | 2000 SP319 | 26 set 2000 | Socorro             | LINEAR          | Phocaea   | MPC                           |
| 41659      | 2000 SP358 | 24 set 2000 | Haleakalā           | NEAT            | —         | MPC                           |
| 41660      | 2000 SV362 | 20 set 2000 | Socorro             | LINEAR          | Juno      | MPC                           |
| 41661      | 2000 SK369 | 22 set 2000 | Anderson Mesa       | LONEOS          | —         | MPC                           |
| 41662      | 2000 TB    | 1 out 2000  | Desert Beaver       | W. K. Y. Yeung  | —         | MPC                           |
| 41663      | 2000 TK16  | 1 out 2000  | Socorro             | LINEAR          | —         | MPC                           |
| 41664      | 2000 TR16  | 1 out 2000  | Socorro             | LINEAR          | —         | MPC                           |
| 41665      | 2000 TH18  | 1 out 2000  | Socorro             | LINEAR          | —         | MPC                           |
| 41666      | 2000 TQ18  | 1 out 2000  | Socorro             | LINEAR          | Mitidika  | MPC                           |
| 41667      | 2000 TE19  | 1 out 2000  | Socorro             | LINEAR          | —         | MPC                           |
| 41668      | 2000 TP25  | 2 out 2000  | Socorro             | LINEAR          | —         | MPC                           |
| 41669      | 2000 TW28  | 6 out 2000  | Fountain Hills      | C. W. Juels     | —         | MPC                           |
| 41670      | 2000 TC29  | 3 out 2000  | Socorro             | LINEAR          | —         | MPC                           |
| 41671      | 2000 TF34  | 2 out 2000  | Anderson Mesa       | LONEOS          | —         | MPC                           |
| 41672      | 2000 TX36  | 15 out 2000 | Fountain Hills      | C. W. Juels     | —         | MPC                           |
| 41673      | 2000 TU39  | 1 out 2000  | Socorro             | LINEAR          | Phocaea   | MPC                           |
| 41674      | 2000 TV62  | 2 out 2000  | Socorro             | LINEAR          | —         | MPC                           |
| 41675      | 2000 UZ1   | 22 out 2000 | Višnjan Observatory | K. Korlević     | —         | MPC                           |
| 41676      | 2000 UR2   | 24 out 2000 | Desert Beaver       | W. K. Y. Yeung  | —         | MPC                           |
| 41677      | 2000 UD7   | 24 out 2000 | Socorro             | LINEAR          | —         | MPC                           |
| 41678      | 2000 UV7   | 24 out 2000 | Socorro             | LINEAR          | Mitidika  | MPC                           |
| 41679      | 2000 UC8   | 24 out 2000 | Socorro             | LINEAR          | —         | MPC                           |
| 41680      | 2000 UY8   | 24 out 2000 | Socorro             | LINEAR          | —         | MPC                           |
| 41681      | 2000 UA10  | 24 out 2000 | Socorro             | LINEAR          | —         | MPC                           |
| 41682      | 2000 UP10  | 24 out 2000 | Socorro             | LINEAR          | —         | MPC                           |
| 41683      | 2000 UZ14  | 25 out 2000 | Socorro             | LINEAR          | —         | MPC                           |
| 41684      | 2000 UL15  | 25 out 2000 | Desert Beaver       | W. K. Y. Yeung  | —         | MPC                           |
| 41685      | 2000 UG16  | 29 out 2000 | Socorro             | LINEAR          | Juno      | MPC                           |
| 41686      | 2000 UN16  | 29 out 2000 | Fountain Hills      | C. W. Juels     | —         | MPC                           |
| 41687      | 2000 UY16  | 30 out 2000 | Oaxaca              | J. M. Roe       | —         | MPC                           |
| 41688      | 2000 UV18  | 25 out 2000 | Socorro             | LINEAR          | Brangane  | MPC                           |
| 41689      | 2000 UW18  | 25 out 2000 | Socorro             | LINEAR          | —         | MPC                           |
| 41690      | 2000 UR19  | 29 out 2000 | Socorro             | LINEAR          | —         | MPC                           |
| 41691      | 2000 UF25  | 24 out 2000 | Socorro             | LINEAR          | —         | MPC                           |
| 41692      | 2000 UC27  | 24 out 2000 | Socorro             | LINEAR          | —         | MPC                           |
| 41693      | 2000 UU39  | 24 out 2000 | Socorro             | LINEAR          | —         | MPC                           |
| 41694      | 2000 UT41  | 24 out 2000 | Socorro             | LINEAR          | —         | MPC                           |
| 41695      | 2000 UN43  | 24 out 2000 | Socorro             | LINEAR          | —         | MPC                           |
| 41696      | 2000 UF45  | 24 out 2000 | Socorro             | LINEAR          | —         | MPC                           |
| 41697      | 2000 UJ46  | 24 out 2000 | Socorro             | LINEAR          | —         | MPC                           |
| 41698      | 2000 UO46  | 24 out 2000 | Socorro             | LINEAR          | —         | MPC                           |
| 41699      | 2000 UT46  | 24 out 2000 | Socorro             | LINEAR          | —         | MPC                           |
| 41700      | 2000 UV46  | 24 out 2000 | Socorro             | LINEAR          | —         | MPC                           |

## 41701–41800
| Designação         | Designação | Descoberta  | Descoberta     | Descobridor(es) | Categoria | Mais informações / Referência |
| Permanente         | Provisória | Data        | Local          | Descobridor(es) | Categoria | Mais informações / Referência |
| ------------------ | ---------- | ----------- | -------------- | --------------- | --------- | ----------------------------- |
| 41701              | 2000 UY46  | 24 out 2000 | Socorro        | LINEAR          | Eos       | MPC                           |
| 41702              | 2000 UN49  | 24 out 2000 | Socorro        | LINEAR          | —         | MPC                           |
| 41703              | 2000 UM50  | 24 out 2000 | Socorro        | LINEAR          | —         | MPC                           |
| 41704              | 2000 UX51  | 24 out 2000 | Socorro        | LINEAR          | —         | MPC                           |
| 41705              | 2000 UZ52  | 24 out 2000 | Socorro        | LINEAR          | —         | MPC                           |
| 41706              | 2000 UU53  | 24 out 2000 | Socorro        | LINEAR          | —         | MPC                           |
| 41707              | 2000 UU55  | 24 out 2000 | Socorro        | LINEAR          | —         | MPC                           |
| 41708              | 2000 UG56  | 24 out 2000 | Socorro        | LINEAR          | —         | MPC                           |
| 41709              | 2000 UH56  | 24 out 2000 | Socorro        | LINEAR          | —         | MPC                           |
| 41710              | 2000 UZ59  | 25 out 2000 | Socorro        | LINEAR          | —         | MPC                           |
| 41711              | 2000 US63  | 25 out 2000 | Socorro        | LINEAR          | —         | MPC                           |
| 41712              | 2000 UZ68  | 25 out 2000 | Socorro        | LINEAR          | —         | MPC                           |
| 41713              | 2000 UG72  | 25 out 2000 | Socorro        | LINEAR          | —         | MPC                           |
| 41714              | 2000 UO72  | 25 out 2000 | Socorro        | LINEAR          | —         | MPC                           |
| 41715              | 2000 UL73  | 26 out 2000 | Socorro        | LINEAR          | —         | MPC                           |
| 41716              | 2000 UP76  | 29 out 2000 | Desert Beaver  | W. K. Y. Yeung  | —         | MPC                           |
| 41717              | 2000 UX78  | 24 out 2000 | Socorro        | LINEAR          | —         | MPC                           |
| 41718              | 2000 UK79  | 24 out 2000 | Socorro        | LINEAR          | —         | MPC                           |
| 41719              | 2000 UL79  | 24 out 2000 | Socorro        | LINEAR          | —         | MPC                           |
| 41720              | 2000 UN79  | 24 out 2000 | Socorro        | LINEAR          | —         | MPC                           |
| 41721              | 2000 UU79  | 24 out 2000 | Socorro        | LINEAR          | —         | MPC                           |
| 41722              | 2000 UD80  | 24 out 2000 | Socorro        | LINEAR          | —         | MPC                           |
| 41723              | 2000 UP80  | 24 out 2000 | Socorro        | LINEAR          | —         | MPC                           |
| 41724              | 2000 UV84  | 31 out 2000 | Socorro        | LINEAR          | —         | MPC                           |
| 41725              | 2000 UK86  | 31 out 2000 | Socorro        | LINEAR          | —         | MPC                           |
| 41726              | 2000 UP91  | 25 out 2000 | Socorro        | LINEAR          | —         | MPC                           |
| 41727              | 2000 UR91  | 25 out 2000 | Socorro        | LINEAR          | —         | MPC                           |
| 41728              | 2000 UF92  | 25 out 2000 | Socorro        | LINEAR          | —         | MPC                           |
| 41729              | 2000 UF95  | 25 out 2000 | Socorro        | LINEAR          | —         | MPC                           |
| 41730              | 2000 UF96  | 25 out 2000 | Socorro        | LINEAR          | —         | MPC                           |
| 41731              | 2000 UA97  | 25 out 2000 | Socorro        | LINEAR          | —         | MPC                           |
| 41732              | 2000 UU98  | 25 out 2000 | Socorro        | LINEAR          | —         | MPC                           |
| 41733              | 2000 UY98  | 25 out 2000 | Socorro        | LINEAR          | —         | MPC                           |
| 41734              | 2000 UL100 | 25 out 2000 | Socorro        | LINEAR          | —         | MPC                           |
| 41735              | 2000 UY100 | 25 out 2000 | Socorro        | LINEAR          | —         | MPC                           |
| 41736              | 2000 UN102 | 25 out 2000 | Socorro        | LINEAR          | —         | MPC                           |
| 41737              | 2000 UX103 | 25 out 2000 | Socorro        | LINEAR          | —         | MPC                           |
| 41738              | 2000 UR104 | 25 out 2000 | Socorro        | LINEAR          | —         | MPC                           |
| 41739              | 2000 UP112 | 25 out 2000 | Kitt Peak      | Spacewatch      | —         | MPC                           |
| 41740 Yuenkwokyung | 2000 VC    | 1 nov 2000  | Desert Beaver  | W. K. Y. Yeung  | —         | MPC                           |
| 41741              | 2000 VG    | 1 nov 2000  | Desert Beaver  | W. K. Y. Yeung  | —         | MPC                           |
| 41742 Wongkakui    | 2000 VH3   | 1 nov 2000  | Desert Beaver  | W. K. Y. Yeung  | —         | MPC                           |
| 41743              | 2000 VJ14  | 1 nov 2000  | Socorro        | LINEAR          | —         | MPC                           |
| 41744              | 2000 VA15  | 1 nov 2000  | Socorro        | LINEAR          | —         | MPC                           |
| 41745              | 2000 VQ15  | 1 nov 2000  | Socorro        | LINEAR          | —         | MPC                           |
| 41746              | 2000 VD16  | 1 nov 2000  | Socorro        | LINEAR          | —         | MPC                           |
| 41747              | 2000 VY24  | 1 nov 2000  | Socorro        | LINEAR          | —         | MPC                           |
| 41748              | 2000 VC27  | 1 nov 2000  | Socorro        | LINEAR          | —         | MPC                           |
| 41749              | 2000 VD27  | 1 nov 2000  | Socorro        | LINEAR          | —         | MPC                           |
| 41750              | 2000 VK28  | 1 nov 2000  | Socorro        | LINEAR          | —         | MPC                           |
| 41751              | 2000 VT29  | 1 nov 2000  | Socorro        | LINEAR          | —         | MPC                           |
| 41752              | 2000 VF30  | 1 nov 2000  | Socorro        | LINEAR          | —         | MPC                           |
| 41753              | 2000 VH30  | 1 nov 2000  | Socorro        | LINEAR          | —         | MPC                           |
| 41754              | 2000 VS31  | 1 nov 2000  | Socorro        | LINEAR          | —         | MPC                           |
| 41755              | 2000 VY31  | 1 nov 2000  | Socorro        | LINEAR          | —         | MPC                           |
| 41756              | 2000 VE33  | 1 nov 2000  | Socorro        | LINEAR          | —         | MPC                           |
| 41757              | 2000 VM33  | 1 nov 2000  | Socorro        | LINEAR          | —         | MPC                           |
| 41758              | 2000 VP33  | 1 nov 2000  | Socorro        | LINEAR          | —         | MPC                           |
| 41759              | 2000 VZ33  | 1 nov 2000  | Socorro        | LINEAR          | —         | MPC                           |
| 41760              | 2000 VF34  | 1 nov 2000  | Socorro        | LINEAR          | —         | MPC                           |
| 41761              | 2000 VP34  | 1 nov 2000  | Socorro        | LINEAR          | —         | MPC                           |
| 41762              | 2000 VZ34  | 1 nov 2000  | Socorro        | LINEAR          | —         | MPC                           |
| 41763              | 2000 VA35  | 1 nov 2000  | Socorro        | LINEAR          | —         | MPC                           |
| 41764              | 2000 VO35  | 1 nov 2000  | Socorro        | LINEAR          | —         | MPC                           |
| 41765              | 2000 VV35  | 1 nov 2000  | Socorro        | LINEAR          | —         | MPC                           |
| 41766              | 2000 VB36  | 1 nov 2000  | Socorro        | LINEAR          | —         | MPC                           |
| 41767              | 2000 VQ36  | 1 nov 2000  | Socorro        | LINEAR          | —         | MPC                           |
| 41768              | 2000 VB37  | 1 nov 2000  | Socorro        | LINEAR          | —         | MPC                           |
| 41769              | 2000 VH37  | 1 nov 2000  | Socorro        | LINEAR          | Phocaea   | MPC                           |
| 41770              | 2000 VV37  | 1 nov 2000  | Socorro        | LINEAR          | —         | MPC                           |
| 41771              | 2000 VB38  | 1 nov 2000  | Socorro        | LINEAR          | —         | MPC                           |
| 41772              | 2000 VE43  | 1 nov 2000  | Socorro        | LINEAR          | —         | MPC                           |
| 41773              | 2000 VH43  | 1 nov 2000  | Socorro        | LINEAR          | —         | MPC                           |
| 41774              | 2000 VR44  | 2 nov 2000  | Socorro        | LINEAR          | —         | MPC                           |
| 41775              | 2000 VS44  | 2 nov 2000  | Socorro        | LINEAR          | —         | MPC                           |
| 41776              | 2000 VQ46  | 3 nov 2000  | Socorro        | LINEAR          | —         | MPC                           |
| 41777              | 2000 VW46  | 3 nov 2000  | Socorro        | LINEAR          | —         | MPC                           |
| 41778              | 2000 VB50  | 2 nov 2000  | Socorro        | LINEAR          | —         | MPC                           |
| 41779              | 2000 VK50  | 2 nov 2000  | Socorro        | LINEAR          | —         | MPC                           |
| 41780              | 2000 VK53  | 3 nov 2000  | Socorro        | LINEAR          | —         | MPC                           |
| 41781              | 2000 VL55  | 3 nov 2000  | Socorro        | LINEAR          | —         | MPC                           |
| 41782              | 2000 VM55  | 3 nov 2000  | Socorro        | LINEAR          | —         | MPC                           |
| 41783              | 2000 VS55  | 3 nov 2000  | Socorro        | LINEAR          | —         | MPC                           |
| 41784              | 2000 VD56  | 3 nov 2000  | Socorro        | LINEAR          | —         | MPC                           |
| 41785              | 2000 VF56  | 3 nov 2000  | Socorro        | LINEAR          | —         | MPC                           |
| 41786              | 2000 VL57  | 3 nov 2000  | Socorro        | LINEAR          | —         | MPC                           |
| 41787              | 2000 VO57  | 3 nov 2000  | Socorro        | LINEAR          | —         | MPC                           |
| 41788              | 2000 VS60  | 1 nov 2000  | Socorro        | LINEAR          | —         | MPC                           |
| 41789              | 2000 VW60  | 1 nov 2000  | Socorro        | LINEAR          | —         | MPC                           |
| 41790              | 2000 WY1   | 17 nov 2000 | Kitt Peak      | Spacewatch      | —         | MPC                           |
| 41791              | 2000 WJ3   | 19 nov 2000 | Fountain Hills | C. W. Juels     | —         | MPC                           |
| 41792              | 2000 WH6   | 19 nov 2000 | Socorro        | LINEAR          | —         | MPC                           |
| 41793              | 2000 WW6   | 19 nov 2000 | Socorro        | LINEAR          | —         | MPC                           |
| 41794              | 2000 WK11  | 24 nov 2000 | Elmira         | A. J. Cecce     | —         | MPC                           |
| 41795 Wiens        | 2000 WN12  | 22 nov 2000 | Haleakalā      | NEAT            | —         | MPC                           |
| 41796              | 2000 WL17  | 21 nov 2000 | Socorro        | LINEAR          | —         | MPC                           |
| 41797              | 2000 WN18  | 21 nov 2000 | Socorro        | LINEAR          | —         | MPC                           |
| 41798              | 2000 WV18  | 21 nov 2000 | Socorro        | LINEAR          | —         | MPC                           |
| 41799              | 2000 WL19  | 25 nov 2000 | Fountain Hills | C. W. Juels     | —         | MPC                           |
| 41800 Robwilliams  | 2000 WM19  | 25 nov 2000 | Fountain Hills | C. W. Juels     | —         | MPC                           |

## 41801–41900
| Designação | Designação | Descoberta  | Descoberta | Descobridor(es) | Categoria | Mais informações / Referência |
| Permanente | Provisória | Data        | Local      | Descobridor(es) | Categoria | Mais informações / Referência |
| ---------- | ---------- | ----------- | ---------- | --------------- | --------- | ----------------------------- |
| 41801      | 2000 WG22  | 20 nov 2000 | Socorro    | LINEAR          | —         | MPC                           |
| 41802      | 2000 WD24  | 20 nov 2000 | Socorro    | LINEAR          | —         | MPC                           |
| 41803      | 2000 WR24  | 20 nov 2000 | Socorro    | LINEAR          | —         | MPC                           |
| 41804      | 2000 WA30  | 23 nov 2000 | Haleakalā  | NEAT            | Pallas    | MPC                           |
| 41805      | 2000 WC30  | 20 nov 2000 | Socorro    | LINEAR          | —         | MPC                           |
| 41806      | 2000 WF32  | 20 nov 2000 | Socorro    | LINEAR          | —         | MPC                           |
| 41807      | 2000 WS33  | 20 nov 2000 | Socorro    | LINEAR          | —         | MPC                           |
| 41808      | 2000 WG34  | 20 nov 2000 | Socorro    | LINEAR          | —         | MPC                           |
| 41809      | 2000 WX34  | 20 nov 2000 | Socorro    | LINEAR          | —         | MPC                           |
| 41810      | 2000 WG35  | 20 nov 2000 | Socorro    | LINEAR          | —         | MPC                           |
| 41811      | 2000 WK35  | 20 nov 2000 | Socorro    | LINEAR          | —         | MPC                           |
| 41812      | 2000 WP35  | 20 nov 2000 | Socorro    | LINEAR          | —         | MPC                           |
| 41813      | 2000 WY35  | 20 nov 2000 | Socorro    | LINEAR          | Eos       | MPC                           |
| 41814      | 2000 WP36  | 20 nov 2000 | Socorro    | LINEAR          | —         | MPC                           |
| 41815      | 2000 WU36  | 20 nov 2000 | Socorro    | LINEAR          | —         | MPC                           |
| 41816      | 2000 WN38  | 20 nov 2000 | Socorro    | LINEAR          | —         | MPC                           |
| 41817      | 2000 WX40  | 20 nov 2000 | Socorro    | LINEAR          | —         | MPC                           |
| 41818      | 2000 WC41  | 20 nov 2000 | Socorro    | LINEAR          | —         | MPC                           |
| 41819      | 2000 WK44  | 21 nov 2000 | Socorro    | LINEAR          | —         | MPC                           |
| 41820      | 2000 WT45  | 21 nov 2000 | Socorro    | LINEAR          | —         | MPC                           |
| 41821      | 2000 WU45  | 21 nov 2000 | Socorro    | LINEAR          | —         | MPC                           |
| 41822      | 2000 WW47  | 21 nov 2000 | Socorro    | LINEAR          | —         | MPC                           |
| 41823      | 2000 WZ47  | 21 nov 2000 | Socorro    | LINEAR          | —         | MPC                           |
| 41824      | 2000 WQ48  | 21 nov 2000 | Socorro    | LINEAR          | —         | MPC                           |
| 41825      | 2000 WZ48  | 21 nov 2000 | Socorro    | LINEAR          | —         | MPC                           |
| 41826      | 2000 WH49  | 21 nov 2000 | Socorro    | LINEAR          | —         | MPC                           |
| 41827      | 2000 WN49  | 21 nov 2000 | Socorro    | LINEAR          | —         | MPC                           |
| 41828      | 2000 WM50  | 26 nov 2000 | Socorro    | LINEAR          | —         | MPC                           |
| 41829      | 2000 WU53  | 27 nov 2000 | Kitt Peak  | Spacewatch      | —         | MPC                           |
| 41830      | 2000 WT56  | 21 nov 2000 | Socorro    | LINEAR          | —         | MPC                           |
| 41831      | 2000 WN57  | 21 nov 2000 | Socorro    | LINEAR          | —         | MPC                           |
| 41832      | 2000 WB58  | 21 nov 2000 | Socorro    | LINEAR          | —         | MPC                           |
| 41833      | 2000 WE58  | 21 nov 2000 | Socorro    | LINEAR          | —         | MPC                           |
| 41834      | 2000 WL58  | 21 nov 2000 | Socorro    | LINEAR          | —         | MPC                           |
| 41835      | 2000 WO58  | 21 nov 2000 | Socorro    | LINEAR          | Mitidika  | MPC                           |
| 41836      | 2000 WP58  | 21 nov 2000 | Socorro    | LINEAR          | —         | MPC                           |
| 41837      | 2000 WS58  | 21 nov 2000 | Socorro    | LINEAR          | —         | MPC                           |
| 41838      | 2000 WK59  | 21 nov 2000 | Socorro    | LINEAR          | —         | MPC                           |
| 41839      | 2000 WO59  | 21 nov 2000 | Socorro    | LINEAR          | —         | MPC                           |
| 41840      | 2000 WS59  | 21 nov 2000 | Socorro    | LINEAR          | —         | MPC                           |
| 41841      | 2000 WF60  | 21 nov 2000 | Socorro    | LINEAR          | —         | MPC                           |
| 41842      | 2000 WO60  | 21 nov 2000 | Socorro    | LINEAR          | —         | MPC                           |
| 41843      | 2000 WX70  | 19 nov 2000 | Socorro    | LINEAR          | —         | MPC                           |
| 41844      | 2000 WO72  | 19 nov 2000 | Socorro    | LINEAR          | —         | MPC                           |
| 41845      | 2000 WW83  | 20 nov 2000 | Socorro    | LINEAR          | —         | MPC                           |
| 41846      | 2000 WB86  | 20 nov 2000 | Socorro    | LINEAR          | —         | MPC                           |
| 41847      | 2000 WK86  | 20 nov 2000 | Socorro    | LINEAR          | —         | MPC                           |
| 41848      | 2000 WM86  | 20 nov 2000 | Socorro    | LINEAR          | —         | MPC                           |
| 41849      | 2000 WS86  | 20 nov 2000 | Socorro    | LINEAR          | —         | MPC                           |
| 41850      | 2000 WF87  | 20 nov 2000 | Socorro    | LINEAR          | —         | MPC                           |
| 41851      | 2000 WK87  | 20 nov 2000 | Socorro    | LINEAR          | —         | MPC                           |
| 41852      | 2000 WN87  | 20 nov 2000 | Socorro    | LINEAR          | —         | MPC                           |
| 41853      | 2000 WY87  | 20 nov 2000 | Socorro    | LINEAR          | —         | MPC                           |
| 41854      | 2000 WF88  | 20 nov 2000 | Socorro    | LINEAR          | —         | MPC                           |
| 41855      | 2000 WV89  | 21 nov 2000 | Socorro    | LINEAR          | —         | MPC                           |
| 41856      | 2000 WL90  | 21 nov 2000 | Socorro    | LINEAR          | —         | MPC                           |
| 41857      | 2000 WU91  | 21 nov 2000 | Socorro    | LINEAR          | —         | MPC                           |
| 41858      | 2000 WU93  | 21 nov 2000 | Socorro    | LINEAR          | —         | MPC                           |
| 41859      | 2000 WD95  | 21 nov 2000 | Socorro    | LINEAR          | —         | MPC                           |
| 41860      | 2000 WW95  | 21 nov 2000 | Socorro    | LINEAR          | —         | MPC                           |
| 41861      | 2000 WH96  | 21 nov 2000 | Socorro    | LINEAR          | —         | MPC                           |
| 41862      | 2000 WK96  | 21 nov 2000 | Socorro    | LINEAR          | —         | MPC                           |
| 41863      | 2000 WU96  | 21 nov 2000 | Socorro    | LINEAR          | —         | MPC                           |
| 41864      | 2000 WC97  | 21 nov 2000 | Socorro    | LINEAR          | —         | MPC                           |
| 41865      | 2000 WW97  | 21 nov 2000 | Socorro    | LINEAR          | —         | MPC                           |
| 41866      | 2000 WX97  | 21 nov 2000 | Socorro    | LINEAR          | —         | MPC                           |
| 41867      | 2000 WB99  | 21 nov 2000 | Socorro    | LINEAR          | —         | MPC                           |
| 41868      | 2000 WH99  | 21 nov 2000 | Socorro    | LINEAR          | —         | MPC                           |
| 41869      | 2000 WK99  | 21 nov 2000 | Socorro    | LINEAR          | —         | MPC                           |
| 41870      | 2000 WV99  | 21 nov 2000 | Socorro    | LINEAR          | —         | MPC                           |
| 41871      | 2000 WD100 | 21 nov 2000 | Socorro    | LINEAR          | —         | MPC                           |
| 41872      | 2000 WJ100 | 21 nov 2000 | Socorro    | LINEAR          | —         | MPC                           |
| 41873      | 2000 WR100 | 21 nov 2000 | Socorro    | LINEAR          | —         | MPC                           |
| 41874      | 2000 WY100 | 21 nov 2000 | Socorro    | LINEAR          | —         | MPC                           |
| 41875      | 2000 WZ100 | 21 nov 2000 | Socorro    | LINEAR          | —         | MPC                           |
| 41876      | 2000 WB101 | 21 nov 2000 | Socorro    | LINEAR          | —         | MPC                           |
| 41877      | 2000 WE103 | 26 nov 2000 | Socorro    | LINEAR          | —         | MPC                           |
| 41878      | 2000 WH104 | 27 nov 2000 | Socorro    | LINEAR          | —         | MPC                           |
| 41879      | 2000 WO104 | 28 nov 2000 | Socorro    | LINEAR          | —         | MPC                           |
| 41880      | 2000 WR107 | 20 nov 2000 | Socorro    | LINEAR          | —         | MPC                           |
| 41881      | 2000 WH109 | 20 nov 2000 | Socorro    | LINEAR          | —         | MPC                           |
| 41882      | 2000 WD111 | 20 nov 2000 | Socorro    | LINEAR          | —         | MPC                           |
| 41883      | 2000 WF111 | 20 nov 2000 | Socorro    | LINEAR          | —         | MPC                           |
| 41884      | 2000 WO113 | 20 nov 2000 | Socorro    | LINEAR          | —         | MPC                           |
| 41885      | 2000 WA115 | 20 nov 2000 | Socorro    | LINEAR          | —         | MPC                           |
| 41886      | 2000 WM115 | 20 nov 2000 | Socorro    | LINEAR          | —         | MPC                           |
| 41887      | 2000 WW115 | 20 nov 2000 | Socorro    | LINEAR          | —         | MPC                           |
| 41888      | 2000 WC118 | 20 nov 2000 | Socorro    | LINEAR          | —         | MPC                           |
| 41889      | 2000 WF118 | 20 nov 2000 | Socorro    | LINEAR          | —         | MPC                           |
| 41890      | 2000 WM118 | 20 nov 2000 | Socorro    | LINEAR          | —         | MPC                           |
| 41891      | 2000 WC119 | 20 nov 2000 | Socorro    | LINEAR          | —         | MPC                           |
| 41892      | 2000 WS119 | 20 nov 2000 | Socorro    | LINEAR          | —         | MPC                           |
| 41893      | 2000 WU119 | 20 nov 2000 | Socorro    | LINEAR          | —         | MPC                           |
| 41894      | 2000 WH121 | 21 nov 2000 | Socorro    | LINEAR          | —         | MPC                           |
| 41895      | 2000 WJ121 | 21 nov 2000 | Socorro    | LINEAR          | —         | MPC                           |
| 41896      | 2000 WN123 | 29 nov 2000 | Socorro    | LINEAR          | —         | MPC                           |
| 41897      | 2000 WP123 | 29 nov 2000 | Socorro    | LINEAR          | —         | MPC                           |
| 41898      | 2000 WN124 | 19 nov 2000 | Socorro    | LINEAR          | —         | MPC                           |
| 41899      | 2000 WY124 | 27 nov 2000 | Haleakalā  | NEAT            | —         | MPC                           |
| 41900      | 2000 WV126 | 16 nov 2000 | Kitt Peak  | Spacewatch      | —         | MPC                           |

## 41901–42000
| Designação      | Designação | Descoberta  | Descoberta    | Descobridor(es) | Categoria | Mais informações / Referência |
| Permanente      | Provisória | Data        | Local         | Descobridor(es) | Categoria | Mais informações / Referência |
| --------------- | ---------- | ----------- | ------------- | --------------- | --------- | ----------------------------- |
| 41901           | 2000 WP127 | 17 nov 2000 | Kitt Peak     | Spacewatch      | —         | MPC                           |
| 41902           | 2000 WA128 | 18 nov 2000 | Desert Beaver | W. K. Y. Yeung  | —         | MPC                           |
| 41903           | 2000 WO128 | 18 nov 2000 | Kitt Peak     | Spacewatch      | —         | MPC                           |
| 41904           | 2000 WJ130 | 19 nov 2000 | Kitt Peak     | Spacewatch      | Ursula    | MPC                           |
| 41905           | 2000 WE133 | 19 nov 2000 | Socorro       | LINEAR          | —         | MPC                           |
| 41906           | 2000 WO135 | 19 nov 2000 | Socorro       | LINEAR          | —         | MPC                           |
| 41907           | 2000 WF137 | 20 nov 2000 | Anderson Mesa | LONEOS          | —         | MPC                           |
| 41908           | 2000 WR137 | 20 nov 2000 | Socorro       | LINEAR          | —         | MPC                           |
| 41909           | 2000 WO141 | 19 nov 2000 | Socorro       | LINEAR          | —         | MPC                           |
| 41910           | 2000 WS141 | 19 nov 2000 | Socorro       | LINEAR          | —         | MPC                           |
| 41911           | 2000 WH143 | 20 nov 2000 | Anderson Mesa | LONEOS          | —         | MPC                           |
| 41912           | 2000 WR144 | 21 nov 2000 | Socorro       | LINEAR          | —         | MPC                           |
| 41913           | 2000 WF149 | 29 nov 2000 | Haleakalā     | NEAT            | —         | MPC                           |
| 41914           | 2000 WY151 | 29 nov 2000 | Haleakala     | NEAT            | —         | MPC                           |
| 41915           | 2000 WJ152 | 27 nov 2000 | Socorro       | LINEAR          | —         | MPC                           |
| 41916           | 2000 WT152 | 29 nov 2000 | Socorro       | LINEAR          | —         | MPC                           |
| 41917           | 2000 WC153 | 29 nov 2000 | Socorro       | LINEAR          | —         | MPC                           |
| 41918           | 2000 WA156 | 30 nov 2000 | Socorro       | LINEAR          | —         | MPC                           |
| 41919           | 2000 WW156 | 30 nov 2000 | Socorro       | LINEAR          | —         | MPC                           |
| 41920           | 2000 WA158 | 30 nov 2000 | Socorro       | LINEAR          | —         | MPC                           |
| 41921           | 2000 WL158 | 30 nov 2000 | Socorro       | LINEAR          | —         | MPC                           |
| 41922           | 2000 WT158 | 30 nov 2000 | Haleakalā     | NEAT            | —         | MPC                           |
| 41923           | 2000 WN159 | 19 nov 2000 | Socorro       | LINEAR          | Phocaea   | MPC                           |
| 41924           | 2000 WF160 | 20 nov 2000 | Anderson Mesa | LONEOS          | —         | MPC                           |
| 41925           | 2000 WJ161 | 20 nov 2000 | Anderson Mesa | LONEOS          | —         | MPC                           |
| 41926           | 2000 WQ161 | 20 nov 2000 | Anderson Mesa | LONEOS          | —         | MPC                           |
| 41927           | 2000 WM166 | 24 nov 2000 | Anderson Mesa | LONEOS          | —         | MPC                           |
| 41928           | 2000 WQ172 | 25 nov 2000 | Socorro       | LINEAR          | —         | MPC                           |
| 41929           | 2000 WC175 | 26 nov 2000 | Socorro       | LINEAR          | —         | MPC                           |
| 41930           | 2000 WO175 | 26 nov 2000 | Socorro       | LINEAR          | —         | MPC                           |
| 41931           | 2000 WO177 | 27 nov 2000 | Socorro       | LINEAR          | —         | MPC                           |
| 41932           | 2000 WF178 | 28 nov 2000 | Kitt Peak     | Spacewatch      | —         | MPC                           |
| 41933           | 2000 WH179 | 26 nov 2000 | Socorro       | LINEAR          | —         | MPC                           |
| 41934           | 2000 WO179 | 26 nov 2000 | Socorro       | LINEAR          | —         | MPC                           |
| 41935           | 2000 WQ179 | 26 nov 2000 | Socorro       | LINEAR          | —         | MPC                           |
| 41936           | 2000 WX179 | 27 nov 2000 | Socorro       | LINEAR          | —         | MPC                           |
| 41937           | 2000 WJ185 | 29 nov 2000 | Socorro       | LINEAR          | —         | MPC                           |
| 41938           | 2000 WO185 | 29 nov 2000 | Socorro       | LINEAR          | —         | MPC                           |
| 41939           | 2000 WQ186 | 27 nov 2000 | Socorro       | LINEAR          | —         | MPC                           |
| 41940           | 2000 WR190 | 18 nov 2000 | Anderson Mesa | LONEOS          | —         | MPC                           |
| 41941           | 2000 XF    | 2 dez 2000  | Oaxaca        | J. M. Roe       | —         | MPC                           |
| 41942           | 2000 XW1   | 3 dez 2000  | Kitt Peak     | Spacewatch      | —         | MPC                           |
| 41943 Fredrick  | 2000 XH2   | 3 dez 2000  | Olathe        | L. Robinson     | —         | MPC                           |
| 41944           | 2000 XR2   | 1 dez 2000  | Socorro       | LINEAR          | Phocaea   | MPC                           |
| 41945           | 2000 XY5   | 1 dez 2000  | Socorro       | LINEAR          | —         | MPC                           |
| 41946           | 2000 XF6   | 1 dez 2000  | Socorro       | LINEAR          | —         | MPC                           |
| 41947           | 2000 XW7   | 1 dez 2000  | Socorro       | LINEAR          | —         | MPC                           |
| 41948           | 2000 XX7   | 1 dez 2000  | Socorro       | LINEAR          | —         | MPC                           |
| 41949           | 2000 XB8   | 1 dez 2000  | Socorro       | LINEAR          | —         | MPC                           |
| 41950           | 2000 XA9   | 1 dez 2000  | Socorro       | LINEAR          | —         | MPC                           |
| 41951           | 2000 XH10  | 1 dez 2000  | Socorro       | LINEAR          | —         | MPC                           |
| 41952           | 2000 XA11  | 1 dez 2000  | Haleakalā     | NEAT            | —         | MPC                           |
| 41953           | 2000 XK16  | 1 dez 2000  | Socorro       | LINEAR          | Brangane  | MPC                           |
| 41954           | 2000 XX20  | 4 dez 2000  | Socorro       | LINEAR          | —         | MPC                           |
| 41955           | 2000 XD22  | 4 dez 2000  | Socorro       | LINEAR          | —         | MPC                           |
| 41956           | 2000 XB27  | 4 dez 2000  | Socorro       | LINEAR          | Brangane  | MPC                           |
| 41957           | 2000 XD27  | 4 dez 2000  | Socorro       | LINEAR          | —         | MPC                           |
| 41958           | 2000 XK29  | 4 dez 2000  | Socorro       | LINEAR          | —         | MPC                           |
| 41959           | 2000 XV29  | 4 dez 2000  | Socorro       | LINEAR          | —         | MPC                           |
| 41960           | 2000 XR30  | 4 dez 2000  | Socorro       | LINEAR          | —         | MPC                           |
| 41961           | 2000 XS32  | 4 dez 2000  | Socorro       | LINEAR          | —         | MPC                           |
| 41962           | 2000 XG35  | 4 dez 2000  | Socorro       | LINEAR          | —         | MPC                           |
| 41963           | 2000 XU35  | 5 dez 2000  | Socorro       | LINEAR          | —         | MPC                           |
| 41964           | 2000 XW36  | 5 dez 2000  | Socorro       | LINEAR          | —         | MPC                           |
| 41965           | 2000 XP37  | 5 dez 2000  | Socorro       | LINEAR          | —         | MPC                           |
| 41966           | 2000 XU37  | 5 dez 2000  | Socorro       | LINEAR          | —         | MPC                           |
| 41967           | 2000 XE39  | 4 dez 2000  | Socorro       | LINEAR          | Phocaea   | MPC                           |
| 41968           | 2000 XE53  | 6 dez 2000  | Socorro       | LINEAR          | —         | MPC                           |
| 41969           | 2000 YX    | 17 dez 2000 | Kitt Peak     | Spacewatch      | Mitidika  | MPC                           |
| 41970           | 2000 YZ3   | 18 dez 2000 | Kitt Peak     | Spacewatch      | —         | MPC                           |
| 41971           | 2000 YM6   | 20 dez 2000 | Socorro       | LINEAR          | —         | MPC                           |
| 41972           | 2000 YO8   | 17 dez 2000 | Kitt Peak     | Spacewatch      | —         | MPC                           |
| 41973           | 2000 YT11  | 19 dez 2000 | Haleakalā     | NEAT            | —         | MPC                           |
| 41974           | 2000 YW11  | 19 dez 2000 | Haleakala     | NEAT            | —         | MPC                           |
| 41975           | 2000 YU12  | 23 dez 2000 | Desert Beaver | W. K. Y. Yeung  | —         | MPC                           |
| 41976           | 2000 YA15  | 21 dez 2000 | Uccle         | T. Pauwels      | —         | MPC                           |
| 41977           | 2000 YU15  | 22 dez 2000 | Anderson Mesa | LONEOS          | —         | MPC                           |
| 41978           | 2000 YX15  | 22 dez 2000 | Anderson Mesa | LONEOS          | —         | MPC                           |
| 41979 Lelumacri | 2000 YK16  | 22 dez 2000 | Gnosca        | S. Sposetti     | —         | MPC                           |
| 41980           | 2000 YG18  | 20 dez 2000 | Socorro       | LINEAR          | —         | MPC                           |
| 41981 Yaobeina  | 2000 YD21  | 28 dez 2000 | Desert Beaver | W. K. Y. Yeung  | —         | MPC                           |
| 41982           | 2000 YE21  | 29 dez 2000 | Desert Beaver | W. K. Y. Yeung  | —         | MPC                           |
| 41983           | 2000 YL26  | 28 dez 2000 | Socorro       | LINEAR          | —         | MPC                           |
| 41984           | 2000 YQ26  | 28 dez 2000 | Socorro       | LINEAR          | —         | MPC                           |
| 41985           | 2000 YY28  | 29 dez 2000 | Anderson Mesa | LONEOS          | —         | MPC                           |
| 41986 Fort Bend | 2000 YR29  | 29 dez 2000 | Needville     | Needville Obs.  | —         | MPC                           |
| 41987           | 2000 YW29  | 27 dez 2000 | Oizumi        | T. Kobayashi    | —         | MPC                           |
| 41988           | 2000 YX30  | 27 dez 2000 | Kitt Peak     | Spacewatch      | —         | MPC                           |
| 41989           | 2000 YX33  | 28 dez 2000 | Socorro       | LINEAR          | —         | MPC                           |
| 41990           | 2000 YG34  | 28 dez 2000 | Socorro       | LINEAR          | —         | MPC                           |
| 41991           | 2000 YJ34  | 28 dez 2000 | Socorro       | LINEAR          | Eunomia   | MPC                           |
| 41992           | 2000 YR35  | 30 dez 2000 | Socorro       | LINEAR          | —         | MPC                           |
| 41993           | 2000 YD38  | 30 dez 2000 | Socorro       | LINEAR          | —         | MPC                           |
| 41994           | 2000 YX38  | 30 dez 2000 | Socorro       | LINEAR          | —         | MPC                           |
| 41995           | 2000 YF41  | 30 dez 2000 | Socorro       | LINEAR          | —         | MPC                           |
| 41996           | 2000 YE43  | 30 dez 2000 | Socorro       | LINEAR          | —         | MPC                           |
| 41997           | 2000 YG45  | 30 dez 2000 | Socorro       | LINEAR          | —         | MPC                           |
| 41998           | 2000 YO45  | 30 dez 2000 | Socorro       | LINEAR          | —         | MPC                           |
| 41999           | 2000 YX45  | 30 dez 2000 | Socorro       | LINEAR          | —         | MPC                           |
| 42000           | 2000 YT46  | 30 dez 2000 | Socorro       | LINEAR          | —         | MPC                           |